# 31. Mai
Der 31. Mai ist der 151. Tag des gregorianischen Kalenders (der 152. in Schaltjahren), somit bleiben 214 Tage bis zum Jahresende.

## Ereignisse

### Politik und Weltgeschehen

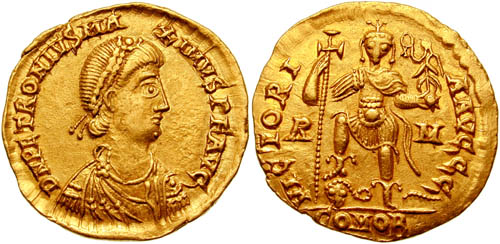
455: Solidus des Petronius Maximus

- 0455: Einwohner Roms töten den erst seit März regierenden weströmischen Kaiser Petronius Maximus, vermutlich bei dessen Versuch, aus dem von den Vandalen unter Geiserich belagerten Rom zu fliehen. Chaos und Führungslosigkeit begünstigen die folgende Eroberung der Stadt.
- 1223: Die Mongolen besiegen die Ruthenen und die mit ihnen verbündeten Kiptschaken in der Schlacht an der Kalka.
- 1307: Markgraf Friedrich I. von Meißen besiegt in der Schlacht bei Lucka den römisch-deutschen König Albrecht I.
- 1689: Im Pfälzischen Erbfolgekrieg plündern französische Truppen die Königsgräber im Speyerer Dom und stecken den im Dom vermeintlich sicher eingelagerten Hausrat von Bürgern in Brand. Der Kirchenbau wird vom Feuer schwer zerstört.

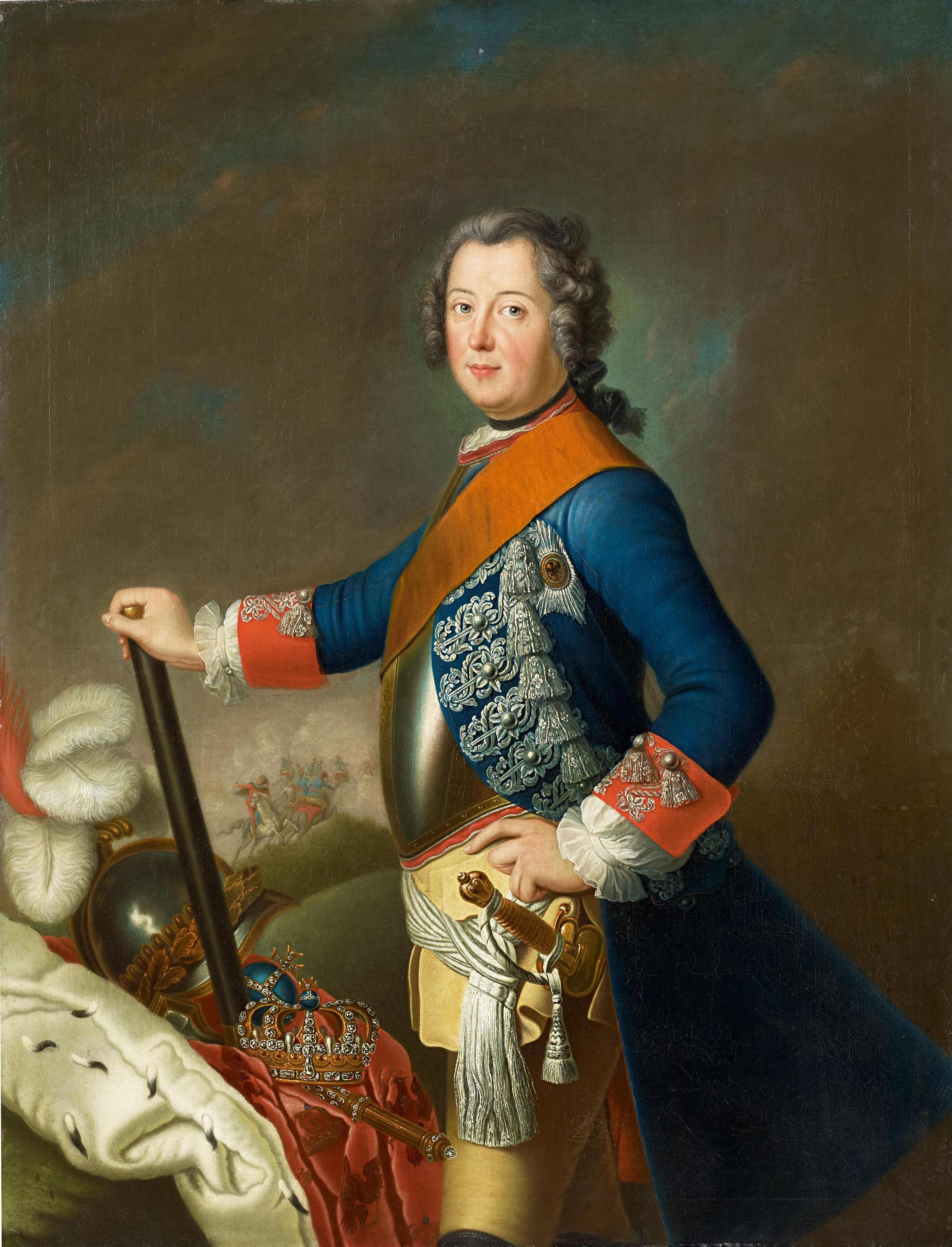
1740: Friedrich II.

- 1740: Friedrich II., später Friedrich der Große und Alter Fritz genannt, tritt als König in Preußen die Nachfolge seines verstorbenen Vaters Friedrich Wilhelm I. an.
- 1795: Das Revolutionstribunal der Französischen Revolution, ein Gerichtshof für politische Prozesse, wird abgeschafft.
- 1809: In der Schlacht von Čegar nahe der Stadt Niš werden Rebellen des Ersten Serbischen Aufstands von osmanischen Truppen besiegt.
- 1849: In der Frankfurter Paulskirche hält die deutsche Nationalversammlung ihre letzte Sitzung ab.
- 1861: Im Zuge des Basler Stadterweiterungsgesetzes von 1859 wird das Aeschentor abgerissen.
- 1864: Die bis zum 12. Juni dauernde Schlacht von Cold Harbor im Sezessionskrieg beginnt.
- 1868: Im Norddeutschen Bund wird die Schuldhaft abgeschafft.[1]
- 1875: Während der Zeit des Kulturkampfes tritt in Preußen das Klostergesetz in Kraft, das alle geistlichen Orden und Kongregationen, ausgenommen die sich der Krankenpflege widmenden, aufhebt.
- 1889: Das britische Parlament verabschiedet den Naval Defence Act und schreibt damit den Two-Power-Standard fest.

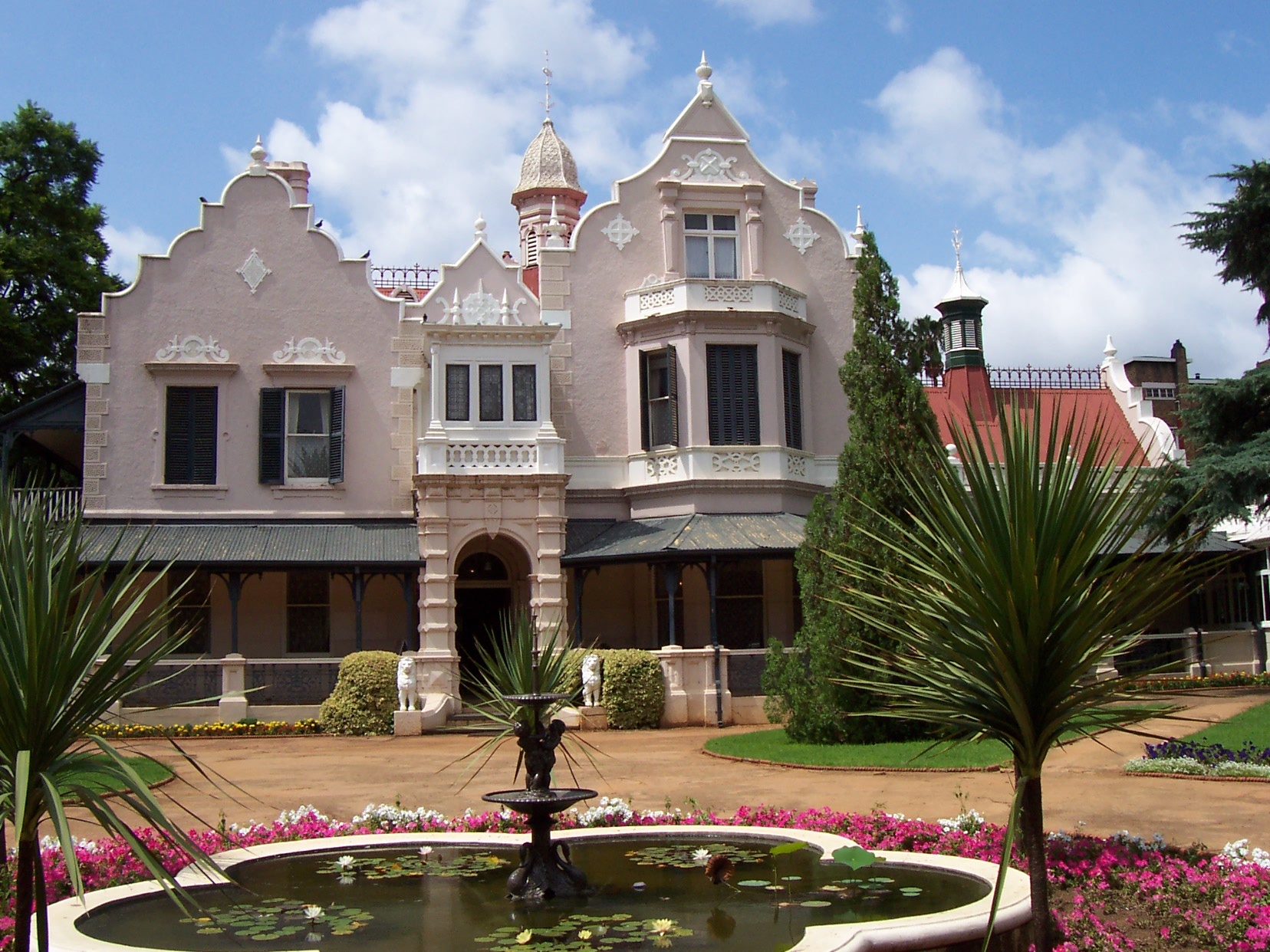
1902: Im Melrose House wird der Vertrag von Vereeniging unterzeichnet

- 1902: Der Frieden von Vereeniging beendet den Zweiten Burenkrieg in Südafrika.
- 1906: Bei einem Attentat auf die Hochzeit des spanischen Königs Alfons XIII. sterben mehr als zwanzig Menschen.
- 1910: In Südafrika entsteht mit der Südafrikanischen Union ein Dominion.
- 1911: Das Gesetz über die Verfassung Elsaß-Lothringens, das dem Reichsland Elsaß-Lothringen eine Verfassung gibt, tritt in Kraft.

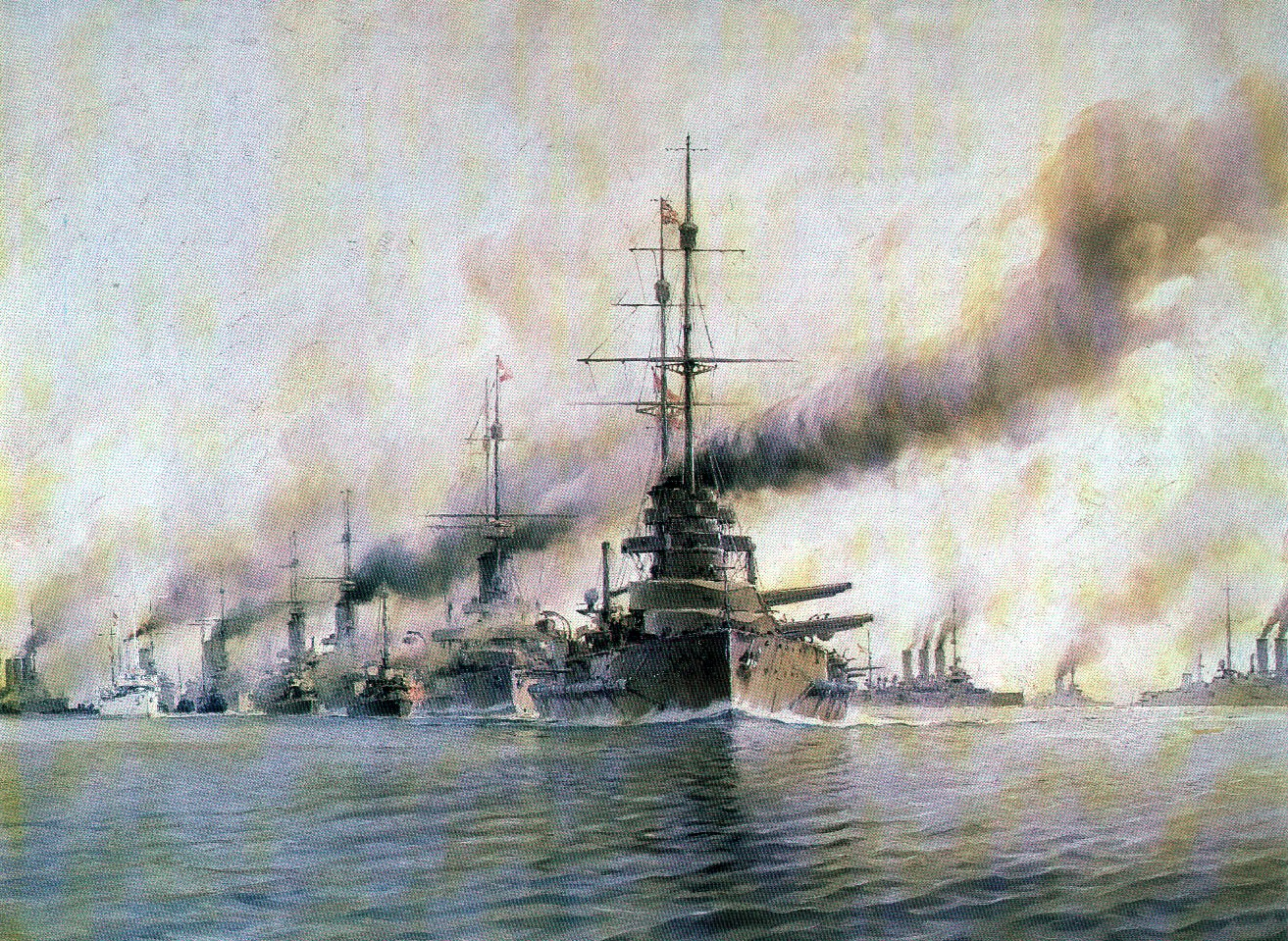
1916: Skagerrakschlacht

- 1916: Beim Versuch, die alliierte Seeblockade zu durchbrechen, trifft die deutsche Hochseeflotte vor Jütland auf die britische Grand Fleet. Die folgende Skagerrakschlacht ist das größte Seegefecht zwischen Kaiserlicher Marine und Royal Navy im Ersten Weltkrieg, bringt im Ergebnis jedoch keine Änderung der strategischen Ausgangslage oder eine entscheidende Änderung des Kräfteverhältnisses beider Flotten.
- 1919: In der Republik Deutschösterreich wird das gegen Großgrundbesitzer gerichtete Wiederbesiedlungsgesetz beschlossen.
- 1919: Ein Schleusenarbeiter findet im Berliner Landwehrkanal die Leiche von Rosa Luxemburg.
- 1921: Ein Massaker an afroamerikanischen Einwohnern in Tulsa (Oklahoma) fordert bis zu 300 Menschenleben.

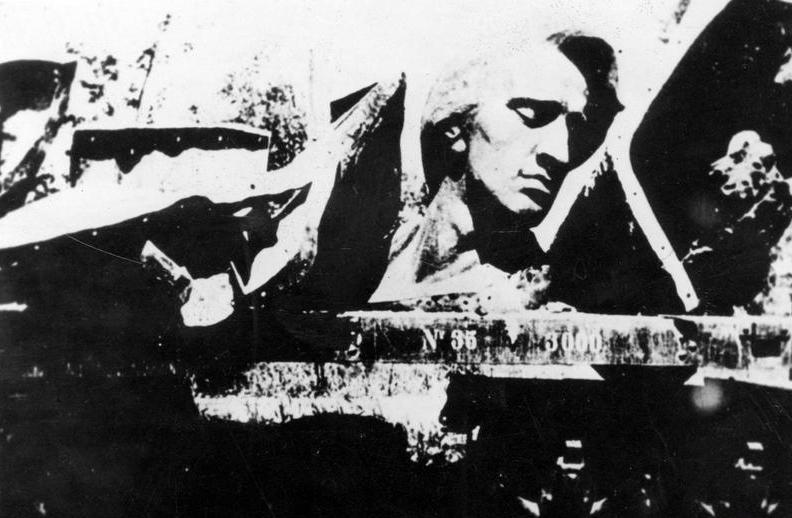
1940: Trümmer des Chopin-Denkmals

- 1940: Die Deutschen Besatzer lassen das Chopin-Denkmal in Warschau sprengen, um das polnische Nationalgefühl zu beschädigen.
- 1945: Im Brünner Todesmarsch werden 27.000 Deutsche aus Brünn vertrieben und zu einem Fußmarsch zur etwa 55 km entfernten österreichischen Grenze gezwungen; dabei kommen rund 5.200 von ihnen ums Leben.
- 1952: General Dwight D. Eisenhower scheidet aus dem Militärdienst der USA aus.
- 1961: Die Republik Südafrika wird ausgerufen, nachdem das Land auf Druck der anderen Mitglieder aus dem britischen Commonwealth ausgetreten ist.
- 1961: Nach einem Volksentscheid im Februar tritt der muslimische Nordteil des Treuhandgebiets Britisch-Kamerun dem benachbarten Nigeria bei. Der Südteil fällt am 1. Oktober Kamerun zu.
- 1980: In Zürich setzen sich die am Vorabend begonnenen Jugendunruhen fort
- 1982: Der konservative Belisario Betancur wird als Nachfolger des liberalen Julio César Turbay Ayala zum Präsidenten von Kolumbien gewählt.
- 1991: Die Bürgerkriegsparteien Angolas stimmen in Bicesse, Portugal, dem Waffenstillstand, der Schaffung von gemeinsamen Streitkräften und der Abhaltung freier Wahlen unter internationaler Beobachtung zu.
- 2003: Der russische Präsident Wladimir Putin und der deutsche Bundeskanzler Gerhard Schröder weihen in Sankt Petersburg (Russland) eine Rekonstruktion des Bernsteinzimmers ein.
- 2003: Birmas Militärführung lässt die Friedensnobelpreisträgerin Aung San Suu Kyi erneut festnehmen.

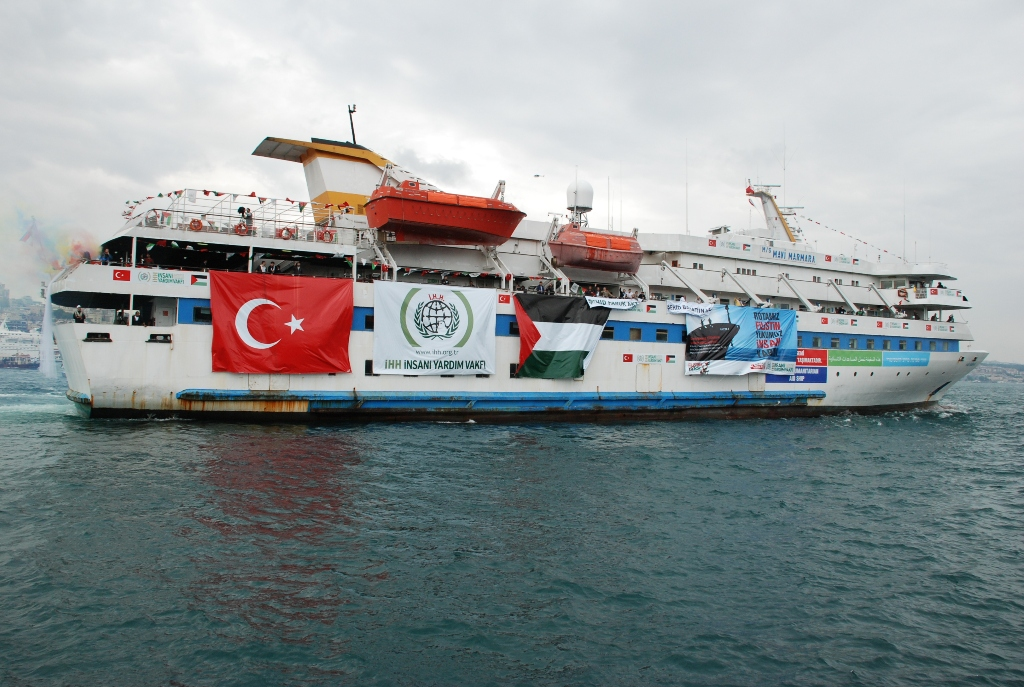
2010: Mavi Marmara

- 2010: Beim Ship-to-Gaza-Zwischenfall entert die Israelische Marine in internationalen Gewässern sechs Schiffe, mit denen verschiedene Gruppen rund 10.000 Tonnen Hilfsgüter in den Gazastreifen bringen und damit eine Seeblockade brechen wollen, die Israel seit 2007 nach der gewaltsamen Machtübernahme der islamistischen Terrororganisation Hamas eingerichtet hat. Bei der Enterung des Schiffes Mavi Marmara werden neun auf dem Schiff befindliche Personen getötet.
- 2010: Der deutsche Bundespräsident Horst Köhler erklärt aufgrund der Kritik an seinen Äußerungen zum Einsatz der Bundeswehr zur Sicherung der Außenhandelsinteressen der Bundesrepublik seinen sofortigen Rücktritt vom höchsten Staatsamt.

### Wirtschaft
- 1578: In Paris legt der französische König Heinrich III. den Grundstein für die Pont Neuf, auf der im Gegensatz zu den vier bisherigen Pariser Brücken keine Bauten stehen sollen.

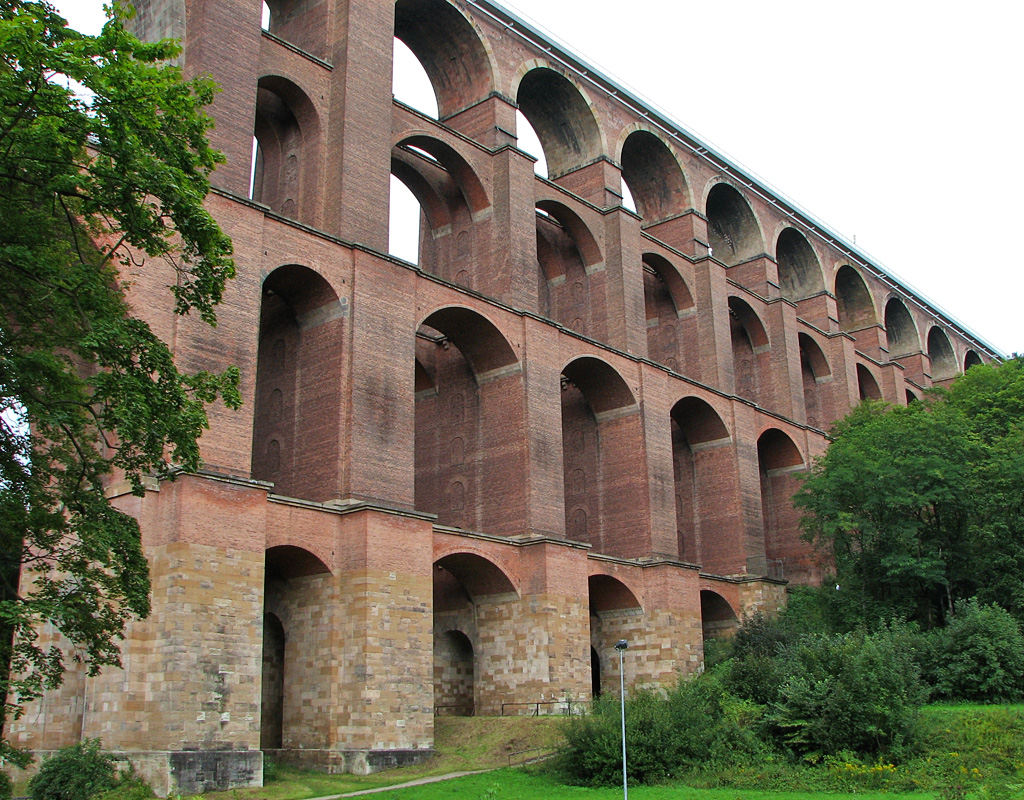
1846: Göltzschtalbrücke

- 1846: Für die Göltzschtalbrücke wird der Grundstein gelegt. Die weltgrößte Ziegelbrücke ermöglicht im Vogtland den Eisenbahnverkehr auf der Strecke zwischen Nürnberg und Leipzig.
- 1855: Die Albertsbahn AG schließt mit dem Hänichener Steinkohlenbauverein einen Vertrag, der die Einrichtung einer Zweigbahn zu deren Schächten bei Hänichen vorsieht. Die daraus entstandene Windbergbahn bei Dresden gilt als die erste Gebirgsbahn Deutschlands.
- 1861: Das Allgemeine Deutsche Handelsgesetzbuch (ADHGB) wird von der Bundesversammlung des Deutschen Bundes zur Einführung in den Einzelstaaten empfohlen. Zwischen Adria und Nordsee gilt somit ein Handelsrecht.
- 1884: John Harvey Kellogg lässt die von ihm erfundenen Cornflakes patentieren.
- 1911: Der Stapellauf der Titanic findet statt.

### Wissenschaft und Technik
- 1811: Der „Schneider von Ulm“, Albrecht Ludwig Berblinger, stürzt bei einem Flugversuch von der Adlerbastei in die Donau.

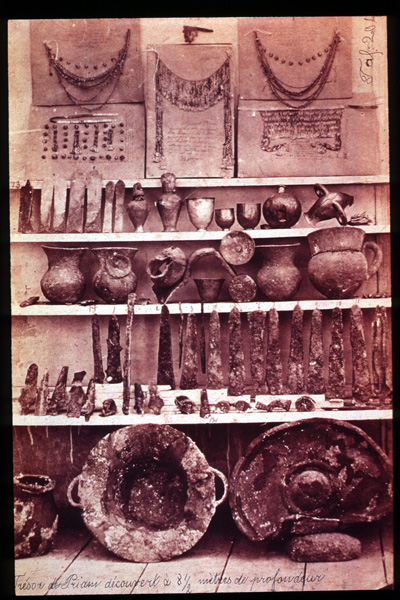
1873: Schatz des Priamos

- 1873: Heinrich Schliemann gräbt im früheren Troja den von ihm so genannten Schatz des Priamos aus.

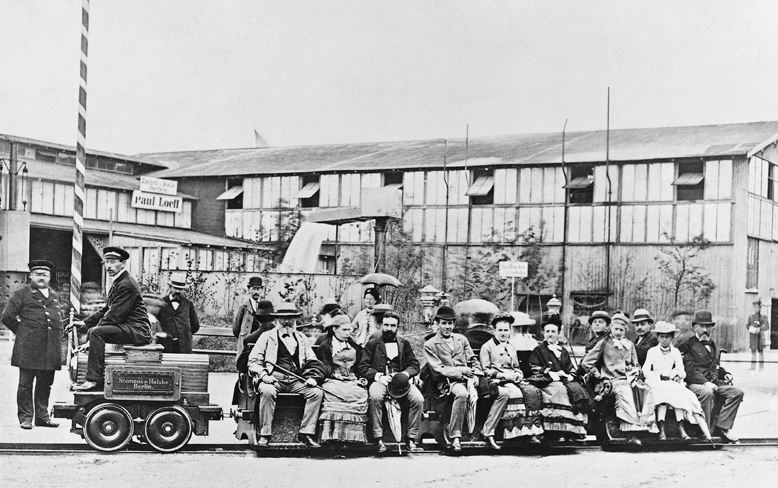
1879: Elektrische Lokomotive von Siemens

- 1879: Werner Siemens präsentiert auf einem 300 Meter langen Rundkurs auf der Berliner Gewerbeausstellung die bei Siemens & Halske entwickelte erste praxistaugliche Elektrolokomotive.
- 1965: In Pforzheim wird von der Deutschen Bundespost die weltweit erste elektronische Briefsortieranlage eingesetzt. Der Zielcode wird mittels Matrixcodierung ermittelt und als Strichcode auf die Sendung aufgetragen.
- 1990: Von Baikonur aus wird Kristall, ein Forschungsmodul für die sowjetische Raumstation Mir, in den Weltraum befördert.

### Kultur
- 1783: Erstmals wird eine begrenzte Anzahl von Malerinnen in die französische königliche Akademie für Malerei und Skulptur, unter anderem auch Élisabeth Vigée-Lebrun und Adélaïde Labille-Guiard, aufgenommen.
- 1802: Die Uraufführung der Oper Le concert interrompu von Henri Montan Berton erfolgt an der Opéra-Comique in Paris.

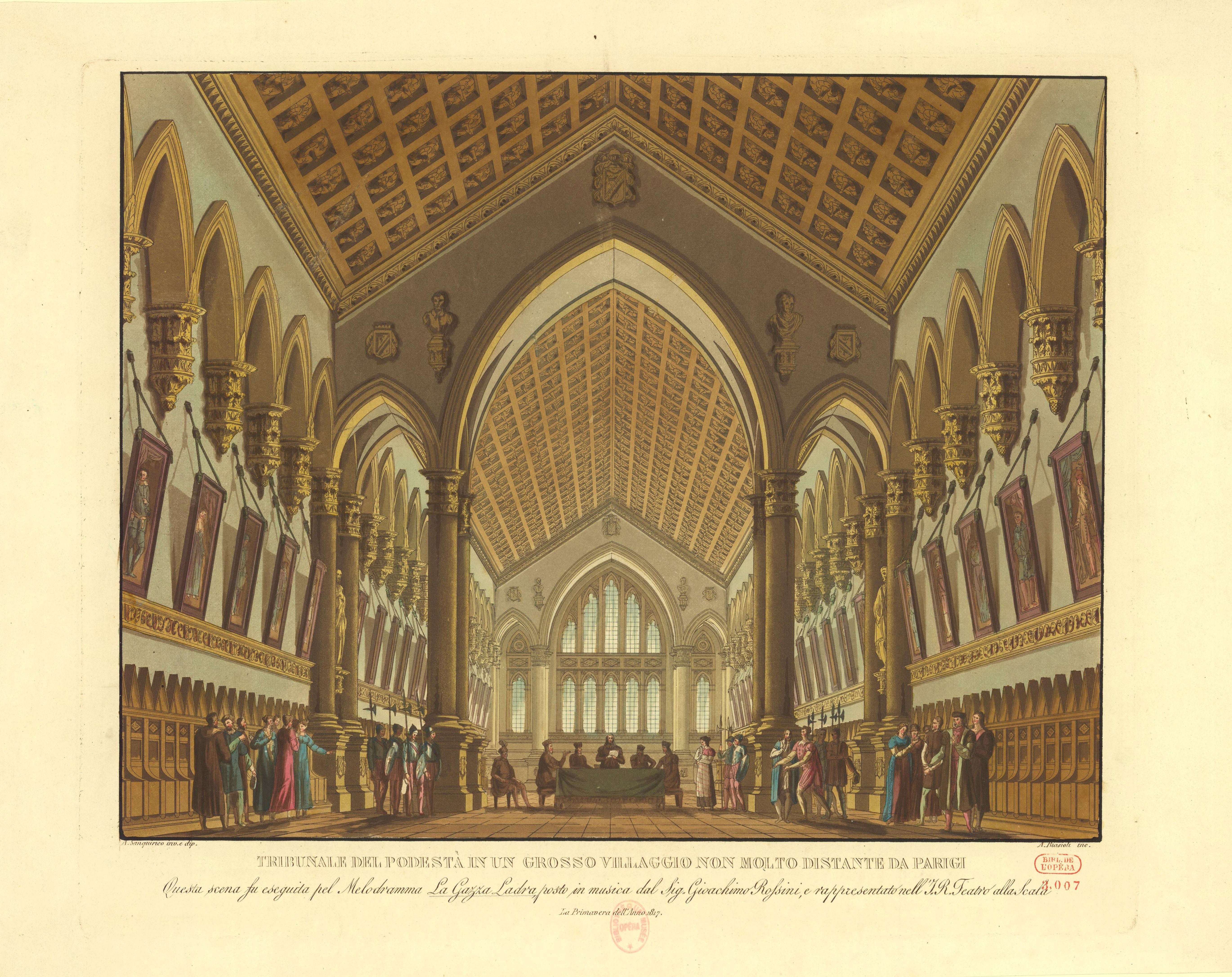
1817: La gazza ladra; Bühnenbild der Uraufführung

- 1817: Die Oper La gazza ladra (Die diebische Elster) von Gioachino Rossini wird mit großem Erfolg am Teatro alla Scala in Mailand uraufgeführt. Unter anderen singt die Sopranistin Teresa Belloc.
- 1884: Uraufführung der Oper Le Villi von Giacomo Puccini am Teatro Dal Verme in Mailand.
- 1895: Georg Büchners 1836 verfasstes Lustspiel Leonce und Lena wird erstmals aufgeführt.
- 1976: The Who spielen das bis dahin lauteste Rockkonzert der Welt – mit insgesamt 76.000 Watt erreicht die PA-Anlage eine Lautstärke von 120 Dezibel.

### Gesellschaft

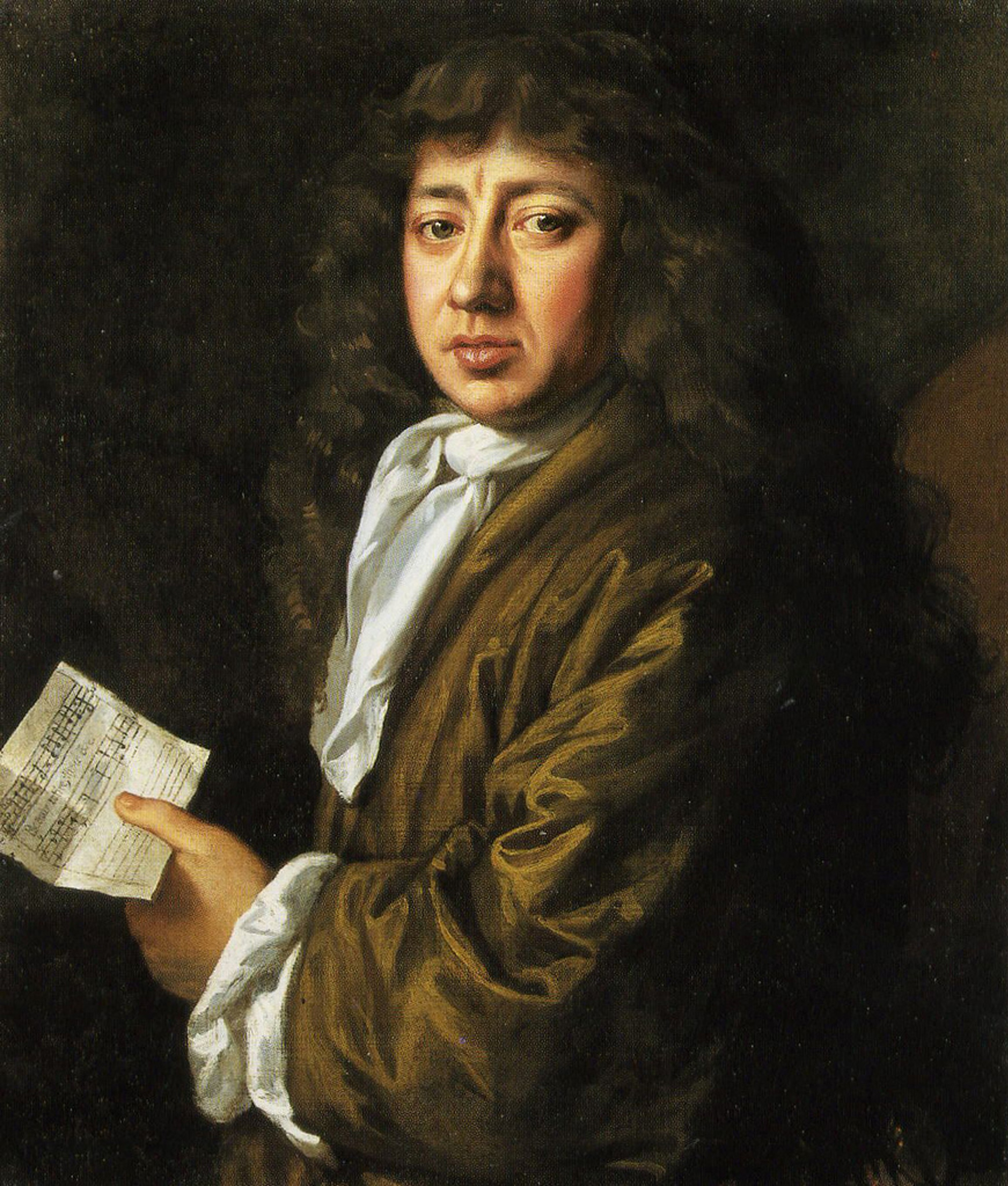
1669: Samuel Pepys

- 1669: Wegen seiner nachlassenden Sehkraft macht Samuel Pepys, als Secretary of the Admiralty ein hoher Beamter im britischen Schatz- und Flottenamt, den letzten Eintrag in seinem Tagebuch.

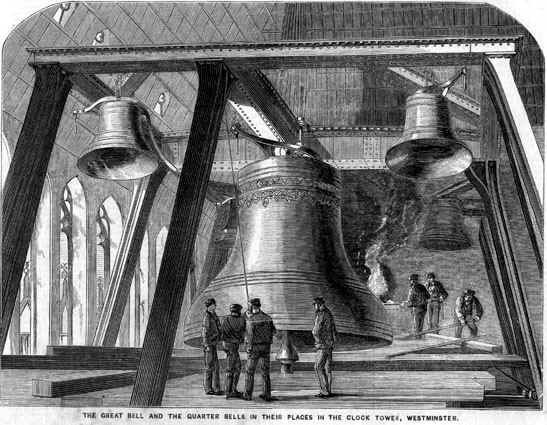
1859: Big Ben

- 1859: Big Ben ertönt mit dem Westminsterschlag erstmals vom Uhrturm des Palace of Westminster.
- 2011: Vor dem Landgericht Mannheim wird der Wettermoderator Jörg Kachelmann vom Vorwurf der Vergewaltigung und gefährlichen Körperverletzung freigesprochen.

### Religion
- 1653: Mit der Bulle Cum occasione verdammt Papst Innozenz X. fünf Sätze des Jansenismus.

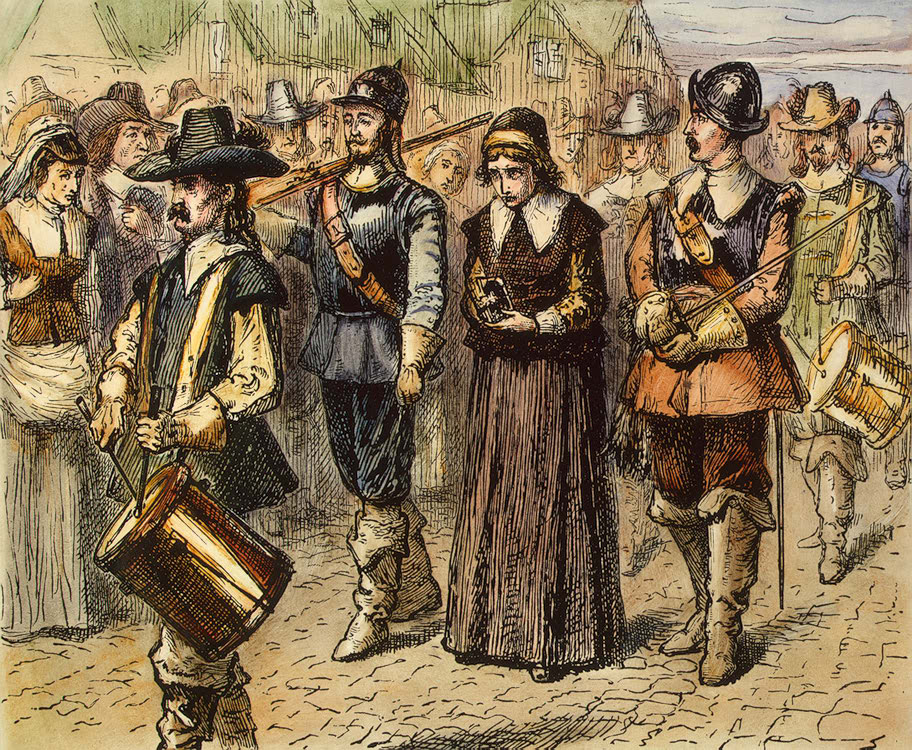
1660: Mary Dyers Hinrichtung

- 1660: Die Quäkerin Mary Dyer wird in Boston zum zweiten Mal zum Tode verurteilt, weil sie die Stadt betreten hat, um gegen die Verbannung der Quäker zu protestieren. Am folgenden Tag wird sie gehängt.
- 1665: Der jüdische Religionsgelehrte Schabbtai Zvi erklärt sich selbst zum Messias. Seine Anhänger werden in der Folge Sabbatianer genannt.

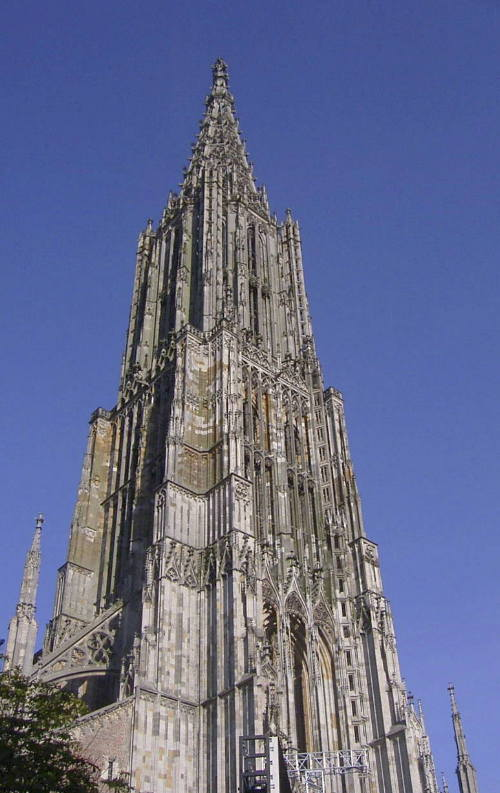
1890: Ulmer Münsterturm

- 1890: Das Ulmer Münster erhält die Kreuzblume aufgesetzt und ist damit vollendet.
- 1934: Die erste Bekenntnissynode der Deutschen Evangelischen Kirche verabschiedet die Barmer Erklärung, das theologische Fundament der Bekennenden Kirche.

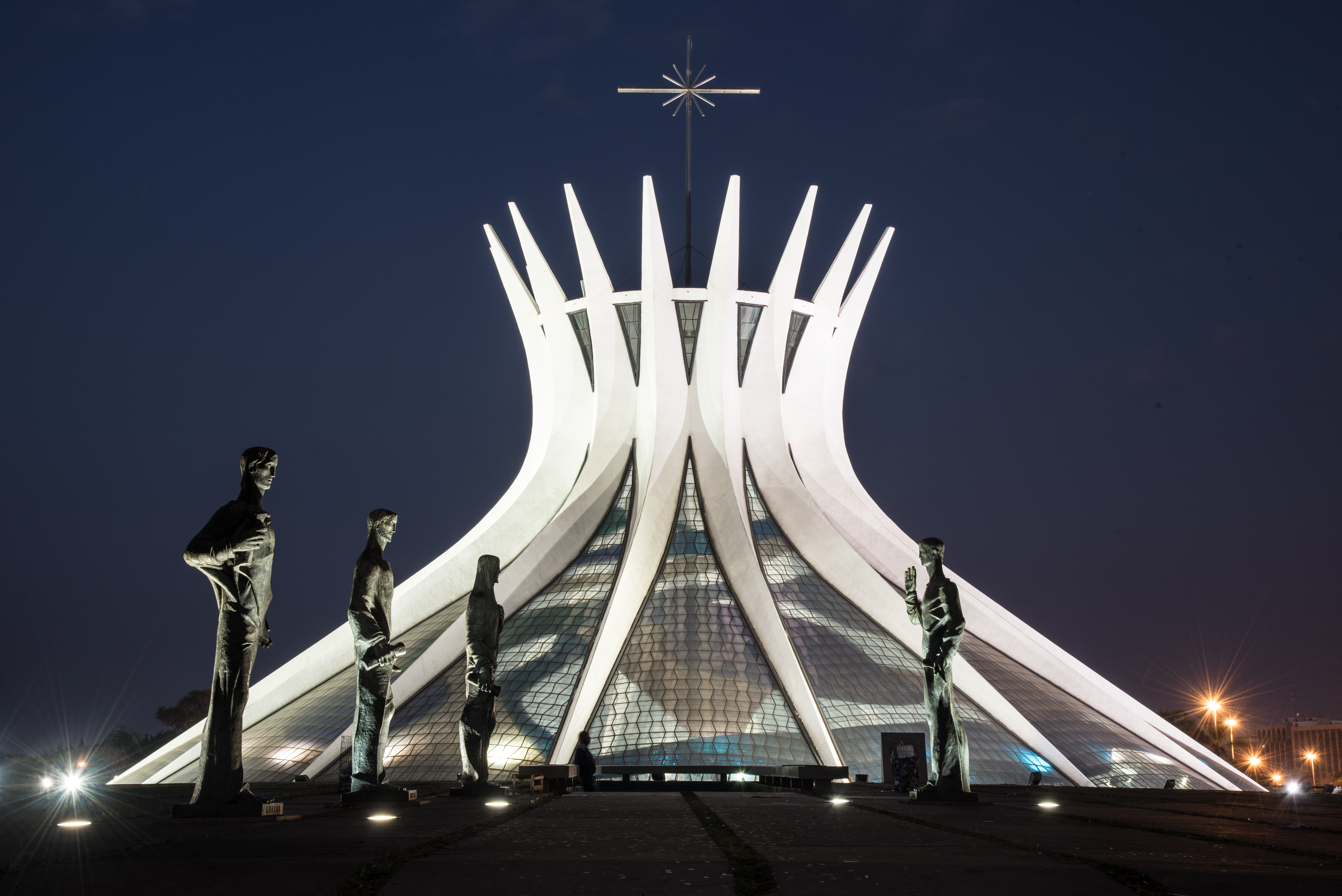
1970: Kathedrale von Brasília

- 1970: Die vom Architekten Oscar Niemeyer geplante Kathedrale von Brasília wird eingeweiht.

### Katastrophen
- 1892: Unvorsichtiges Handhaben einer Grubenlampe verursacht in der Příbramer Grube Marie einen Grubenbrand auf der 29. Sohle in 950 m Tiefe. Dabei kommen 319 Bergleute ums Leben. Es ist das bis dato weltweit schwerste Grubenunglück.
- 1889: Bei einem Sturm bricht der South-Fork-Damm oberhalb von Johnstown im US-Bundesstaat Pennsylvania – über 2000 Menschen kommen ums Leben.
- 1935: Die Stadt Quetta an der Westgrenze Britisch-Indiens (heute Pakistan) wird durch ein Erdbeben von etwa 7.5 Magnituden auf der Richterskala weitgehend zerstört. Das Beben fordert etwa 30–40.000 Todesopfer.
- 1946: Ein Erdbeben der Stärke 6,0 in der Türkei bewirkt rund 1200 Tote.
- 1970: Das Erdbeben von Ancash verursacht in Peru insgesamt etwa 66.000 Tote. In der Hauptstadt Huaraz der Region Ancash sind etwa 10.000 Opfer zu verzeichnen. Allein in der nordperuanischen Stadt Yungay sterben bis zu 20.000 Menschen bei einem Bergsturz. Vom Huascarán-Massiv stürzt mit etwa 220 km/h eine Schlamm-, Eis- und Gerölllawine herab, die erst nach 14 Kilometern zur Ruhe kommt.

Kleinere Unglücksfälle sind in den Unterartikeln von Katastrophe und in der Liste von Katastrophen aufgeführt.

### Sport
- 1868: Der Brite James Moore gewinnt im Parc de Saint-Cloud bei Paris eines der ersten Radrennen. Das Rennen geht über die Strecke von 1.200 Metern.
- 1903: In Altona findet das erste Endspiel um die deutsche Fußballmeisterschaft statt: Der VfB Leipzig besiegt den DFC Prag mit 7:2 und erhält den Pokal Victoria.
- 1926: Indien, Neuseeland und die West Indies werden Full Member der Imperial Cricket Conference (dem heutigen International Cricket Council, ICC).
- 1970: Im Eröffnungsspiel der Fußball-Weltmeisterschaft in Mexiko trennen sich Mexiko und die Sowjetunion 0:0.

Einträge von Leichtathletik-Weltrekorden befinden sich unter der jeweiligen Disziplin unter Leichtathletik.
Einträge zu Fußballweltmeisterschaftsspielen finden sich in den Unterseiten von Fußball-Weltmeisterschaft. Das Gleiche gilt für Fußball-Europameisterschaften.

## Geboren

### Vor dem 18. Jahrhundert
- 1149: al-Fa’iz, Kalif der Fatimiden
- 1335: Matteo da Campione, italienischer Bildhauer
- 1400: Domenico Capranica, italienischer Geistlicher und Humanist, Bischof von Fermo, Kardinal
- 1443: Margaret Beaufort, englische Adelige, Mutter von Heinrich VII.
- 1462: Philipp II., Graf von Hanau-Lichtenberg
- 1467: Sibylle von Brandenburg, Herzogin von Jülich und Berg

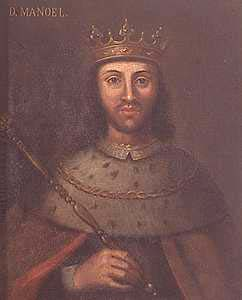
Manuel I. (* 1469)

- 1469: Manuel I., König von Portugal
- 1472: Erard de La Marck, Fürstbischof von Lüttich, Bischof von Chartres und Erzbischof von Valencia, Kardinal
- 1491: Ignatius von Loyola, Gründer des Jesuiten-Ordens
- 1527: Agnes, Kurfürstin von Sachsen
- 1535: Alessandro Allori, Florentiner Maler
- 1537: Ismail II., safawidischer Schah des Iran
- 1556: Georg Radziwill, polnischer Geistlicher, Bischof von Wilma und Krakau, Kardinal
- 1557: Fjodor I., russischer Zar
- 1569: Sophia von Schleswig-Holstein-Gottorf, de facto Regentin des Herzogtums Mecklenburg-Schwerin
- 1590: Frances Howard, englische Adlige

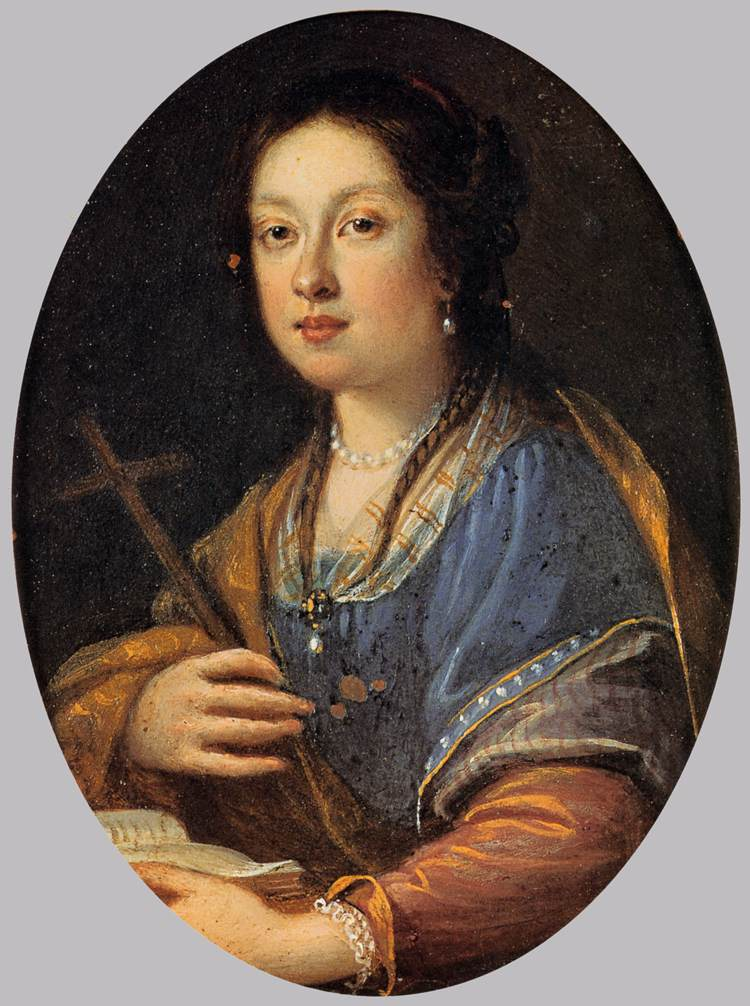
Margherita de’ Medici (* 1612)

- 1612: Margherita de’ Medici, Herzogin von Parma und Piacenza
- 1618: Johann IV., Graf von Rietberg
- 1640: Michael I., König von Polen und Großfürst von Litauen
- 1650: Johann Jakob Müller, deutscher Moralphilosoph

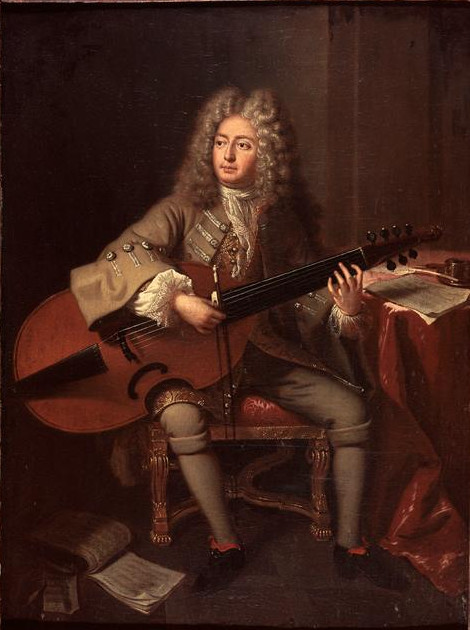
Marin Marais (* 1656)

- 1656: Marin Marais, französischer Gambist und Komponist
- 1659: Adam Herold, deutscher Pädagoge und Theologe
- 1684: Georg Engelhard Schröder, schwedischer Porträt- und Historienmaler
- 1687: Friedemann Andreas Zülich, deutscher Geistlicher und Hochschullehrer
- 1693: Bartolomeo Nazari, italienischer Maler
- 1696: Mattia Bortoloni, italienischer Maler

### 18. Jahrhundert
- 1713: Giuseppe Maria Buonaparte, korsischer Politiker und Großvater Napoleons I.
- 1716: Georg Hermann Richerz, deutscher lutherischer Geistlicher
- 1717: Johann Daniel Silbermann, deutscher Orgelbauer
- 1728: Jacob Vernes, Schweizer evangelischer Geistlicher
- 1731: Claude François Joseph d’Auxiron, französischer Ingenieur, Erfinder und Pionier der Dampfschifffahrt
- 1732: Hieronymus von Colloredo, Bischof von Gurk und Fürsterzbischof von Salzburg
- 1738: Johann Timotheus Hermes, deutscher Dichter und Romanschriftsteller
- 1744: Richard Lovell Edgeworth, englischer Aufklärer und Erfinder

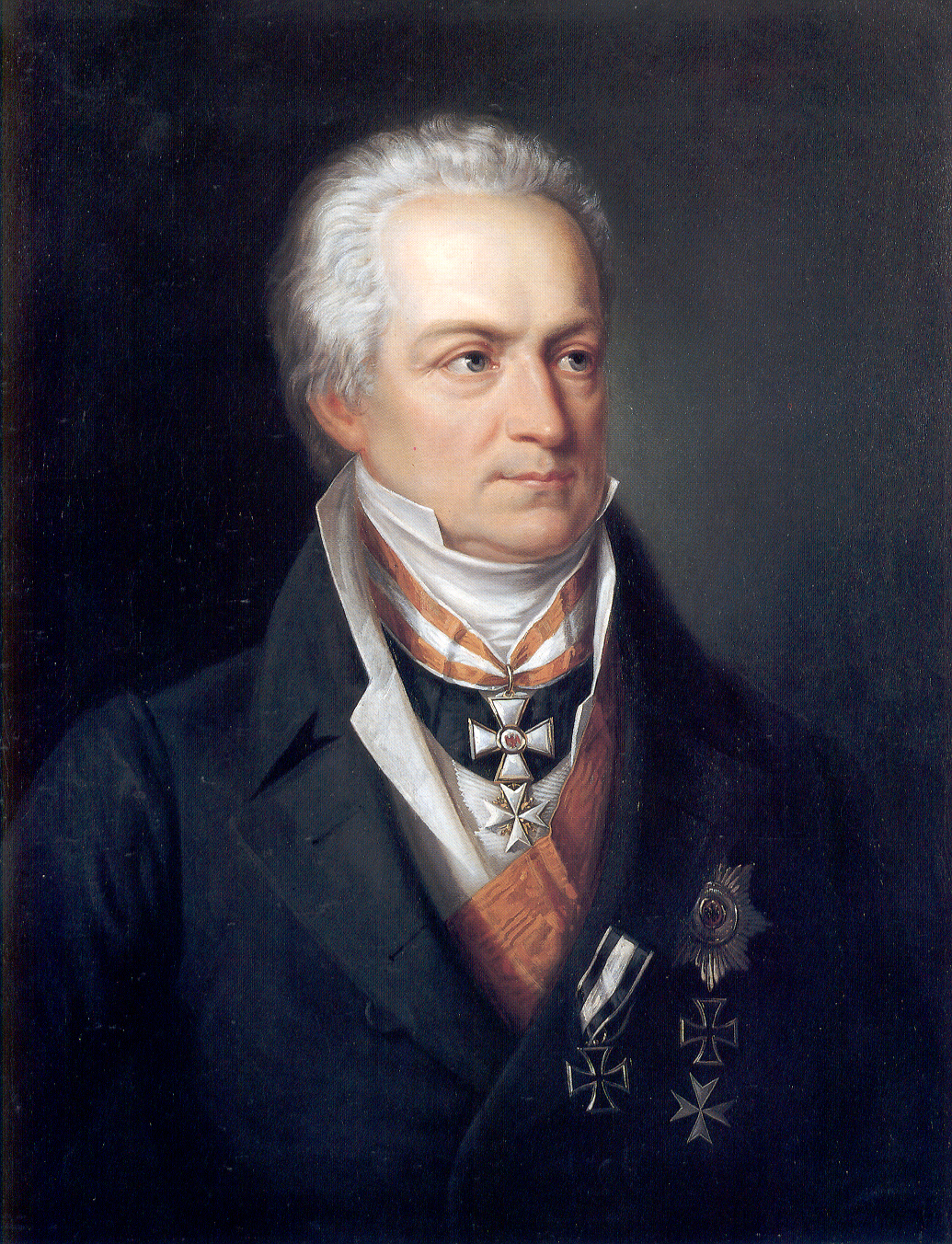
Karl August von Hardenberg (* 1750)

- 1750: Karl August von Hardenberg, preußischer Staatsmann
- 1753: Pierre Vergniaud, Politiker während der Französischen Revolution
- 1754: Catherine-Dominique de Pérignon, französischer Revolutionsgeneral, Marschall und Pair von Frankreich
- 1757: Friedrich Franz Xaver von Hohenzollern-Hechingen, österreichischer Feldmarschall
- 1766: Johann Philipp Beck, deutscher Geistlicher und Pädagoge
- 1767: Edward Pease, britischer Geschäftsmann
- 1769: Johann Traugott Leberecht Danz, deutscher lutherischer Kirchenhistoriker und Theologe
- 1773: Ludwig Tieck, deutscher Schriftsteller und Übersetzer
- 1785: Heinrich LXII., Fürst Reuß jüngere Linie
- 1791: John Brown Francis, US-amerikanischer Politiker
- 1793: Charles Vignoles, britischer Eisenbahningenieur

### 19. Jahrhundert

#### 1801–1850

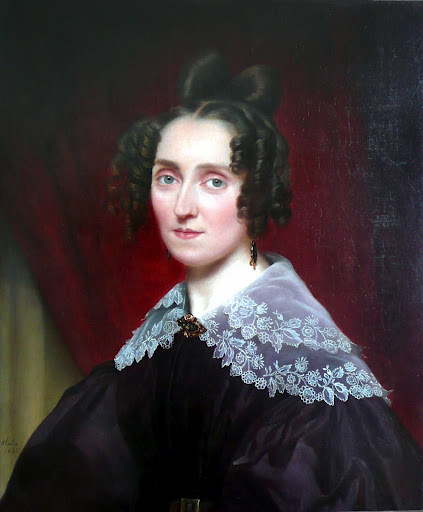
Louise Farrenc (* 1804)
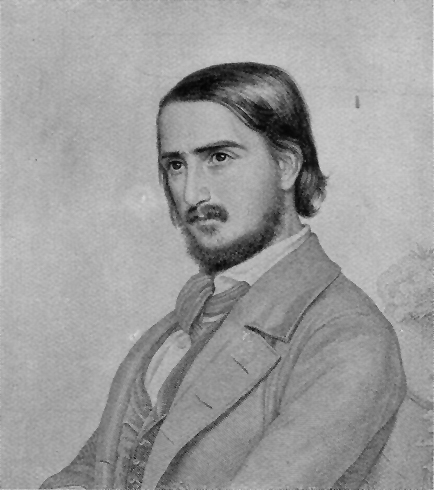
Georg Herwegh (* 1817)
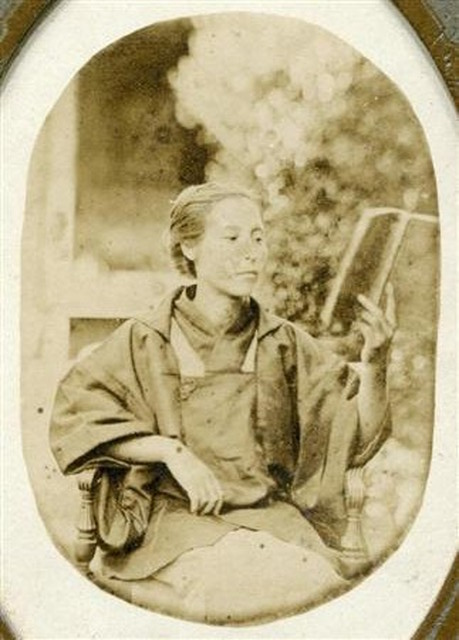
Kusumoto Ine (* 1827)

- 1802: Johann Ludwig Anderwert, Schweizer Politiker
- 1804: Émile Chevé, französischer Musiktheoretiker und -pädagoge
- 1804: Louise Farrenc, französische Komponistin, Pianistin und Musikwissenschaftlerin
- 1814: Caroline Hahn, deutsche Opernsängerin
- 1817: Edouard Deldevez, französischer Komponist, Violinist und Dirigent
- 1817: Georg Herwegh, deutscher Dichter des Vormärz und Revolutionär
- 1817: Carl Wilhelm Tölcke, deutscher sozialdemokratischer Politiker
- 1817: Friedrich Zwoneček, tschechischer Dirigent und Komponist
- 1818: John Albion Andrew, US-amerikanischer Politiker
- 1819: Walt Whitman, US-amerikanischer Lyriker, Essayist und Journalist (Leaves of Grass)
- 1821: Henriëtte Ronner-Knip, niederländisch-belgische Malerin
- 1822: Edward Dembowski, polnischer Philosoph, Publizist und Revolutionär
- 1825: Domenico Agostini, italienischer Kardinal
- 1827: Kusumoto Ine, japanische Ärztin, erste japanische Frauenärztin und Geburtshelferin nach westlichem Vorbild
- 1827: Frederic Thesiger, 2. Baron Chelmsford, britischer General, Oberbefehlshaber der Briten im Zulukrieg
- 1835: Johannes Hesekiel, deutscher evangelischer Theologe
- 1835: Hijikata Toshizō, japanischer Vize-Kapitän einer Schutztruppe
- 1843: Fredrikke Marie Qvam, norwegische Frauenrechtlerin und liberale Politikerin
- 1845: Adolf Bleichert, deutscher Unternehmer, Wegbereiter des Seilbahnbaus
- 1848: Ida Staegemann, deutsche Schauspielerin und Intendantin

#### 1851–1900
- 1852: Perito Moreno, argentinischer Geograph, Anthropologe und Entdecker
- 1852: Julius Richard Petri, deutscher Bakteriologe

- 1857: Pius XI., Papst

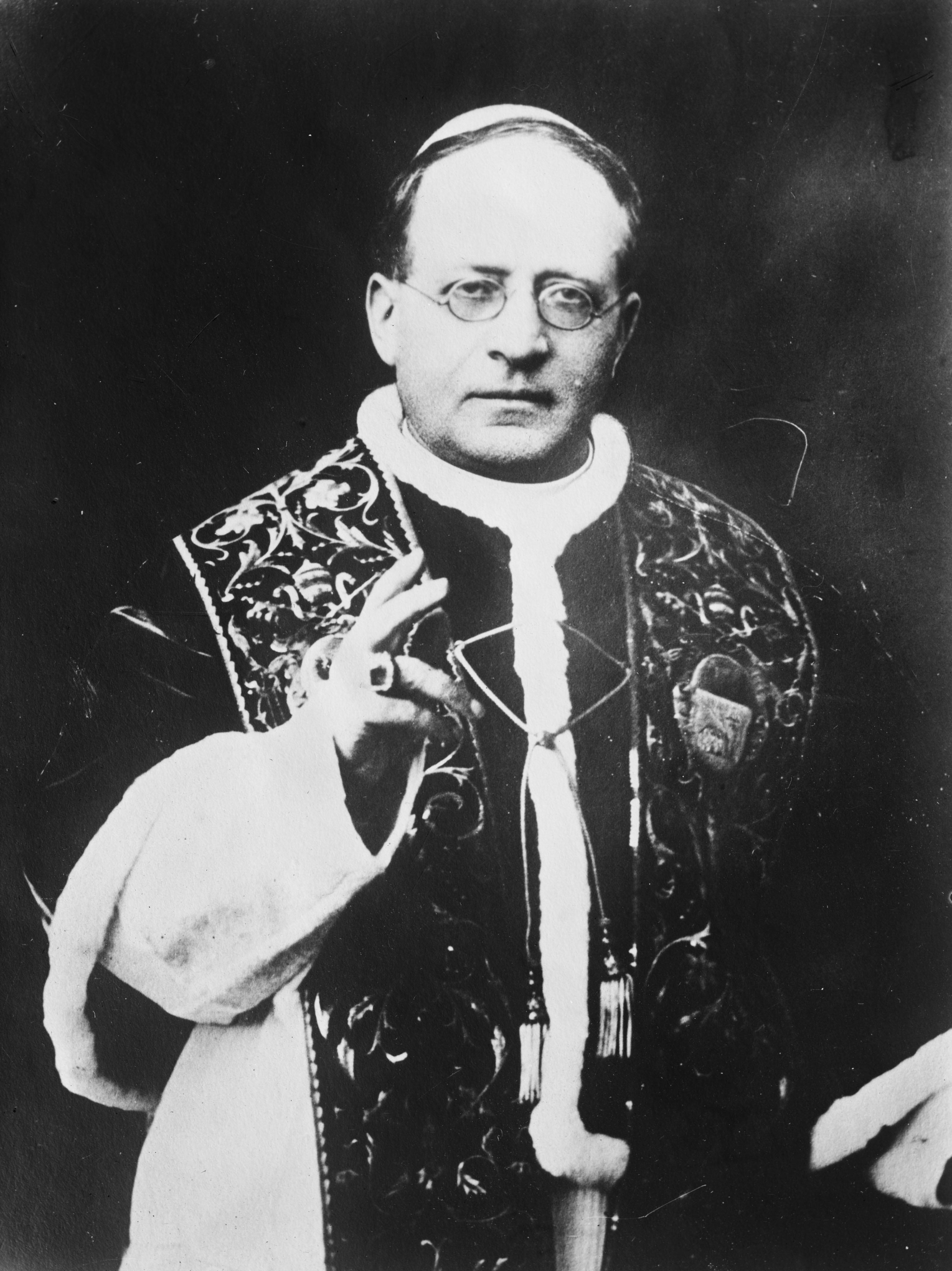
Pius XI. (* 1857)

- 1860: Walter Sickert, britischer Maler
- 1861ː Hedwig Rumpelt, deutsche Architekturmalerin
- 1863: Georg Wegener, deutscher Geograph und Forschungsreisender
- 1866: Karl Lohmann, deutscher Jurist und Politiker, MdL, MdR
- 1866: Wladimir Iwanowitsch Rebikow, russischer Komponist
- 1869: Walter Folger Brown, US-amerikanischer Politiker, Postminister
- 1869: Josef Mesk, österreichischer Altphilologe
- 1872: Charles Greeley Abbot, US-amerikanischer Astrophysiker
- 1877ː Käthe Münzer, deutsche Malerin
- 1879: Samuel Guyer, Schweizer Kunsthistoriker
- 1880: Richard Kuöhl, deutscher Bildhauer
- 1882: Friedrich Uhl, deutscher Hockeyspieler
- 1883: Barry Conners, US-amerikanischer Schauspieler, Dramatiker und Drehbuchautor

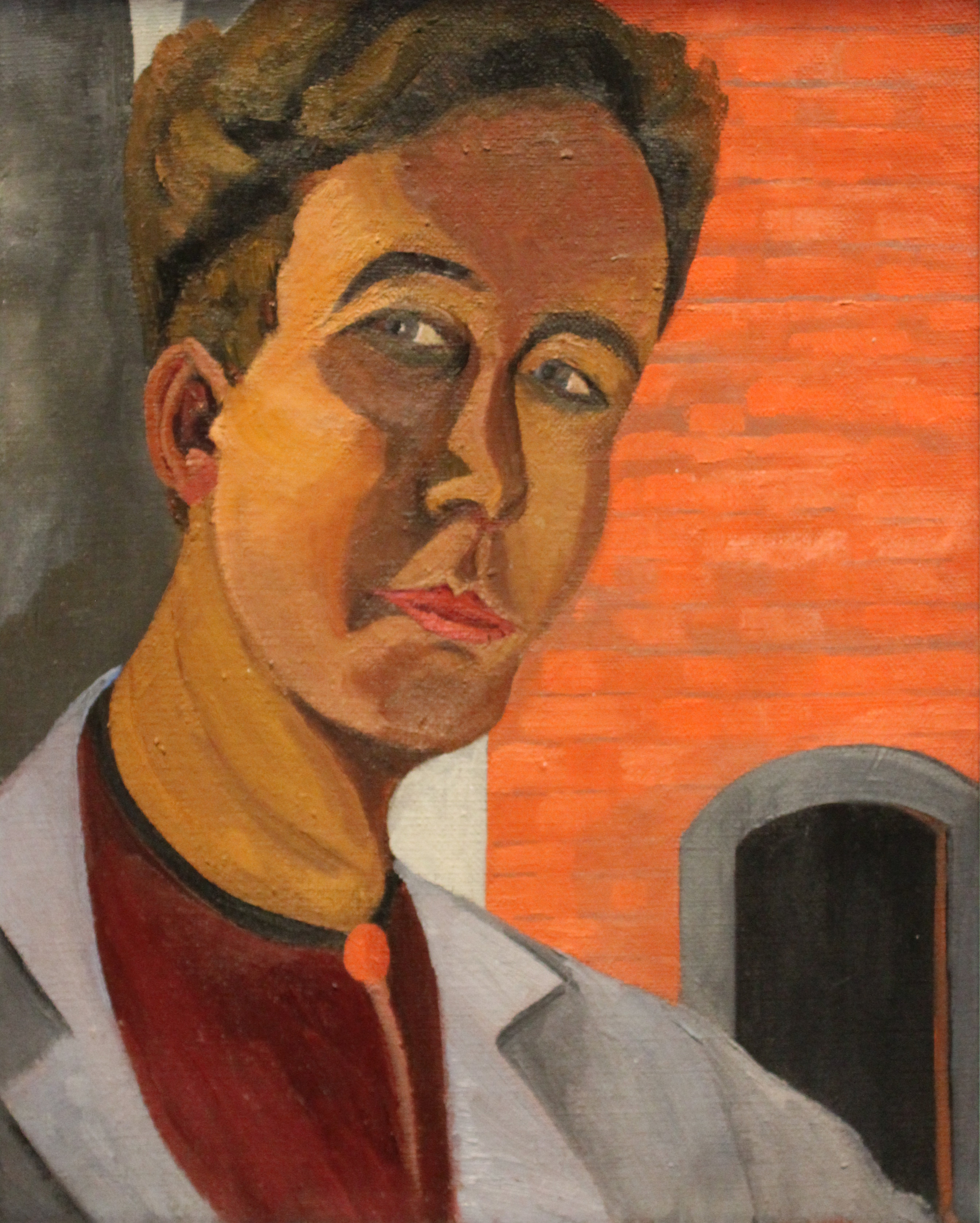
Annemarie Heise (* 1886)

- 1886: Annemarie Heise, deutsche Malerin und Graphikerin

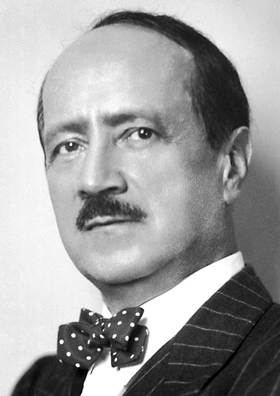
Saint-John Perse (* 1887)

- 1887: Saint-John Perse, französischer Lyriker und Diplomat, Nobelpreisträger
- 1891: Erich Walter Sternberg, israelischer Komponist
- 1892: Louis Fourestier, französischer Komponist und Dirigent,
- 1892: Gregor Strasser, deutscher Politiker, Teilnehmer am Hitlerputsch, MdL, MdR
- 1892ː Liane Zimbler, österreichisch-amerikanische Architektin und Innenraumgestalterin
- 1893: Elizabeth Coatsworth, US-amerikanische Schriftstellerin
- 1896: Ines Alfani-Tellini, italienische Opernsängerin (Sopran) und Musikpädagogin
- 1896: Erich R. Döbrich, deutscher Militärmaler
- 1896: Ernest Haller, US-amerikanischer Kameramann
- 1898: Johan Brouwer, niederländischer Autor, Romanist, Hispanist, Übersetzer und Widerstandskämpfer
- 1898: Georg Singer, deutscher Politiker und Widerstandskämpfer
- 1900: Hans Mögel, deutscher Ingenieur

### 20. Jahrhundert

#### 1901–1925
- 1903: Renato Berninzone, italienischer Ruderer
- 1903: Cyril Paul, britischer Automobilrennfahrer
- 1907: Paul Meissner, österreichischer Maler
- 1908: Don Ameche, US-amerikanischer Schauspieler
- 1909: Milt Gantenbein, US-amerikanischer American-Football-Spieler

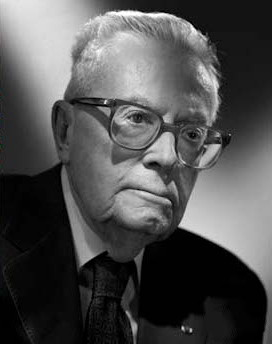
Maurice Allais (* 1911)

- 1911: Maurice Allais, französischer Wirtschaftswissenschaftler, Nobelpreisträger
- 1912: Alfred Amstad, Schweizer Bergsteiger
- 1912: Dave O’Brien, US-amerikanischer Schauspieler, Drehbuchautor und Regisseur
- 1912: Otto Kurth, deutscher Schauspieler und Regisseur

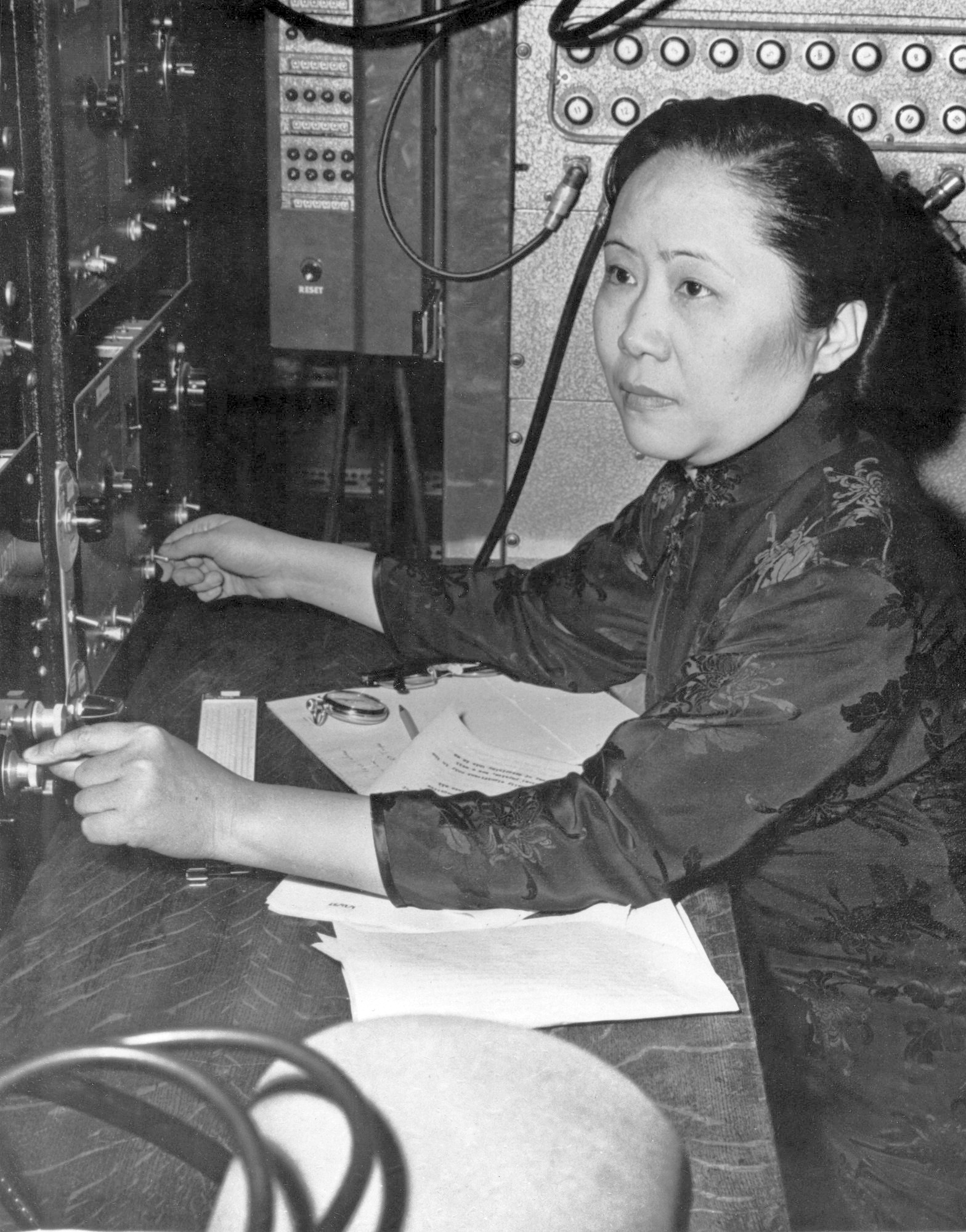
Chien-Shiung Wu (* 1912)

- 1912: Chien-Shiung Wu, chinesisch-US-amerikanische Physikerin
- 1913: Peter Frankenfeld, deutscher Showmaster
- 1913: Constantin Silvestri, rumänischer Dirigent
- 1914: Ifukube Akira, japanischer Komponist
- 1915: Bernard Schultze, deutscher Maler
- 1915: Heinz Zahrnt, deutscher evangelischer Theologe, Schriftsteller und Publizist
- 1916: Margarete Bardo, politisch engagierte Gastwirtin, LGBT-Aktivistin
- 1918: Ricardo Echeverría, chilenischer Springreiter
- 1918: Alf Marholm, deutscher Schauspieler und Sprecher

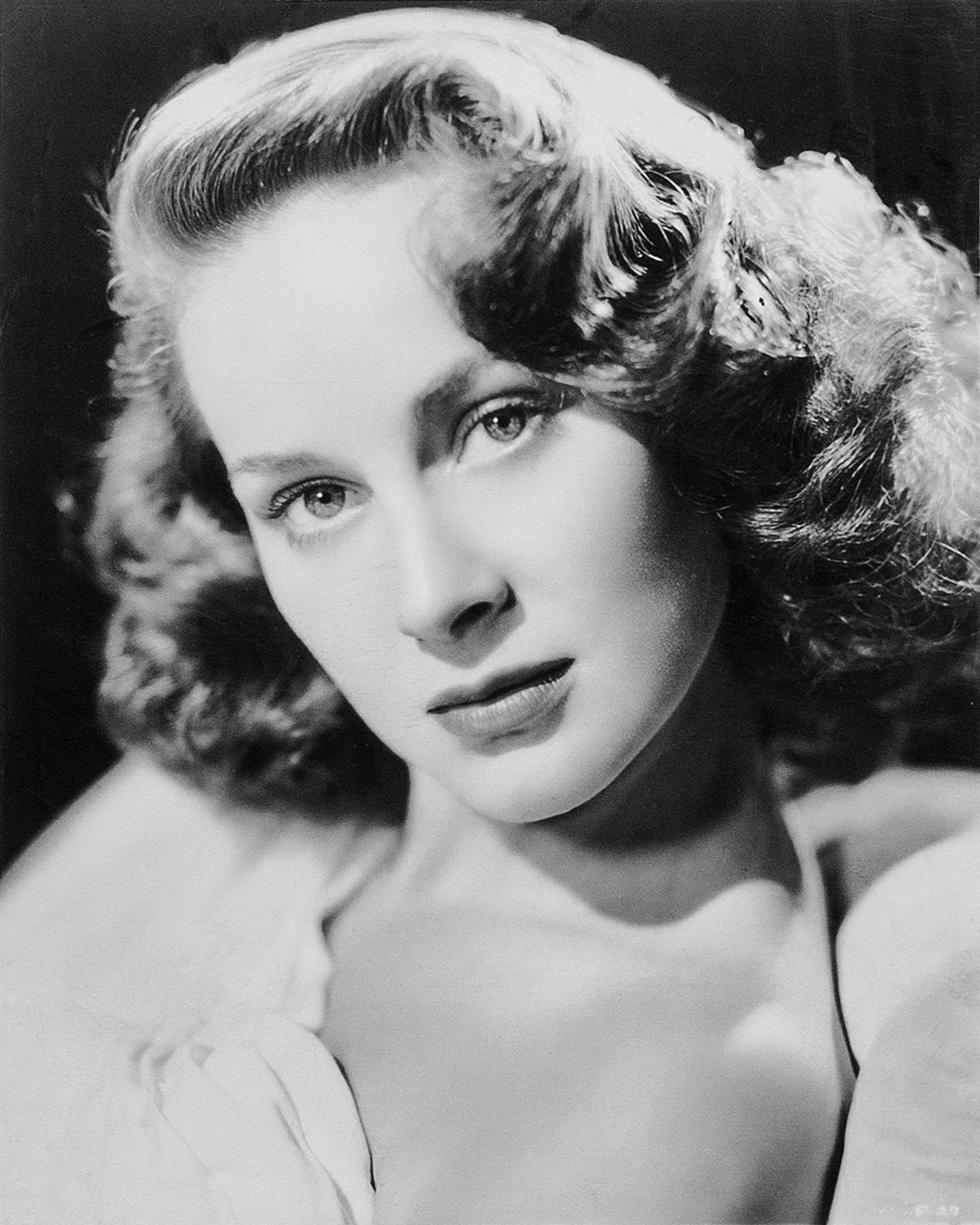
Alidda Valli (* 1921)

- 1921: Alida Valli, italienische Schauspielerin
- 1922: Denholm Elliott, britischer Schauspieler
- 1922: Bernhard Hassenstein, deutscher Verhaltensbiologe
- 1923: Cecil Cooke, bahamaischer Regattasegler, Olympiasieger
- 1923: Rainier III., Fürst von Monaco
- 1924: Gisela May, deutsche Sängerin und Schauspielerin
- 1925: Donn A. Starry, US-amerikanischer General und Militärhistoriker

#### 1926–1950
- 1926: Willi Erzgräber, deutscher Anglist
- 1926: Stefan Kaminsky, deutscher Bankmanager
- 1926: James Krüss, deutscher Schriftsteller und Dichter
- 1927: Wolfgang Gasser, österreichischer Schauspieler
- 1927: Koreyoshi Kurahara, japanischer Filmregisseur und Drehbuchautor
- 1929: Menahem Golan, israelischer Regisseur, Filmproduzent und Drehbuchautor

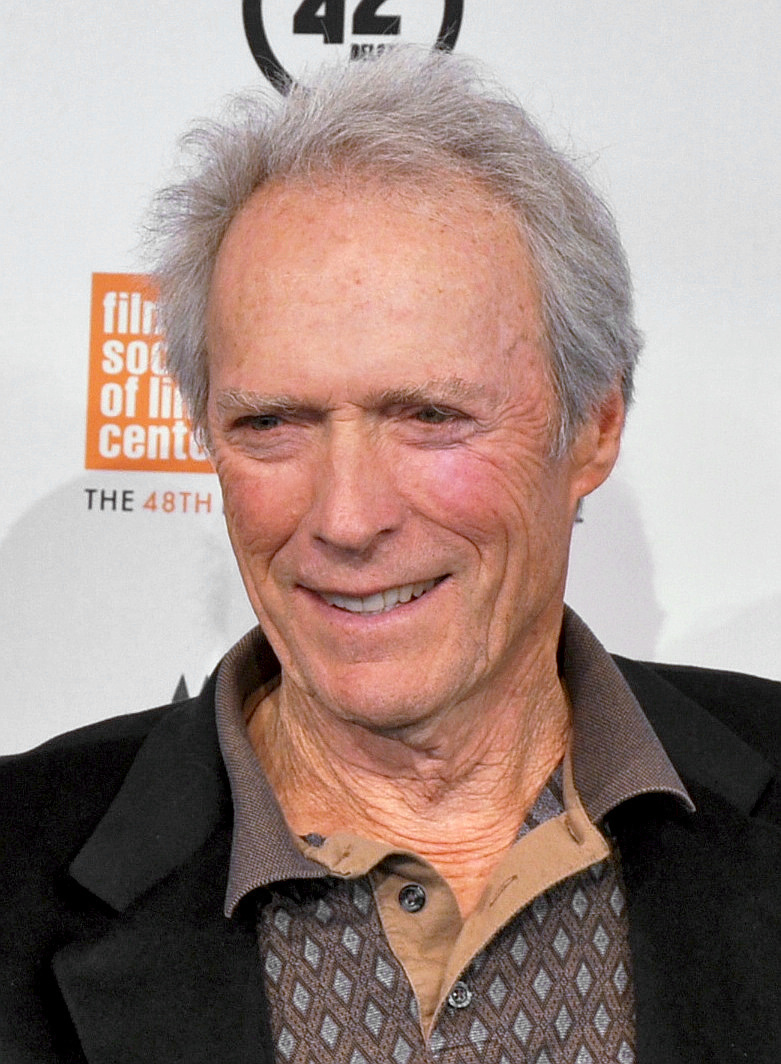
Clint Eastwood (* 1930)

- 1930: Clint Eastwood, US-amerikanischer Produzent, Filmregisseur und Schauspieler
- 1930ː Ingi Vaher, estnische Glaskünstlerin und Designerin
- 1931: John Robert Schrieffer, US-amerikanischer Physiker, Nobelpreisträger
- 1932: Jay Miner, US-amerikanischer Chipdesigner, Vater des Amiga
- 1934: Karl-Erik Welin, schwedischer Pianist, Organist und Komponist
- 1935: Karlmann Geiß, deutscher Jurist, Präsident des Bundesgerichtshofs
- 1935: Jim Bolger, neuseeländischer Premierminister
- 1936: Carl Heinz Choynski, deutscher Schauspieler
- 1936: Héctor Demarco, uruguayischer Fußballspieler
- 1936: Joachim Ehlers, deutscher Historiker
- 1937: Hartmut Eggert, deutscher Literaturwissenschaftler und Hochschullehrer
- 1937: Gerd Hergen Lübben, deutscher Schriftsteller und Dichter
- 1937: Mary O’Rourke, irische Politikerin

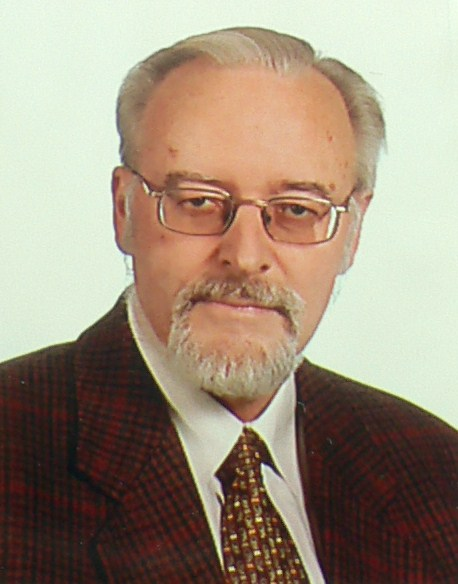
Winfried Schlepphorst (* 1937)

- 1937: Winfried Schlepphorst, deutscher Musikwissenschaftler, Organist und Orgeldenkmalpfleger
- 1939: John S. Herrington, US-amerikanischer Politiker
- 1940: Augie Meyers, US-amerikanischer Musiker
- 1940: Theobald Schurte, liechtensteinischer Sportschütze
- 1940: Dino Zandegù, italienischer Radrennfahrer
- 1941: Roland Girtler, österreichischer Soziologe und Kulturanthropologe
- 1941: Wolfgang Fahrian, deutscher Fußballspieler
- 1941: Michael von Scotti, deutscher Generalmajor
- 1941: Karin Tietze-Ludwig, deutsche Journalistin, Lottofee der ARD
- 1942: Jo Vonlanthen, Schweizer Automobilrennfahrer
- 1943: Sharon Gless, US-amerikanische Schauspielerin
- 1943: Helge Jung, deutscher Komponist

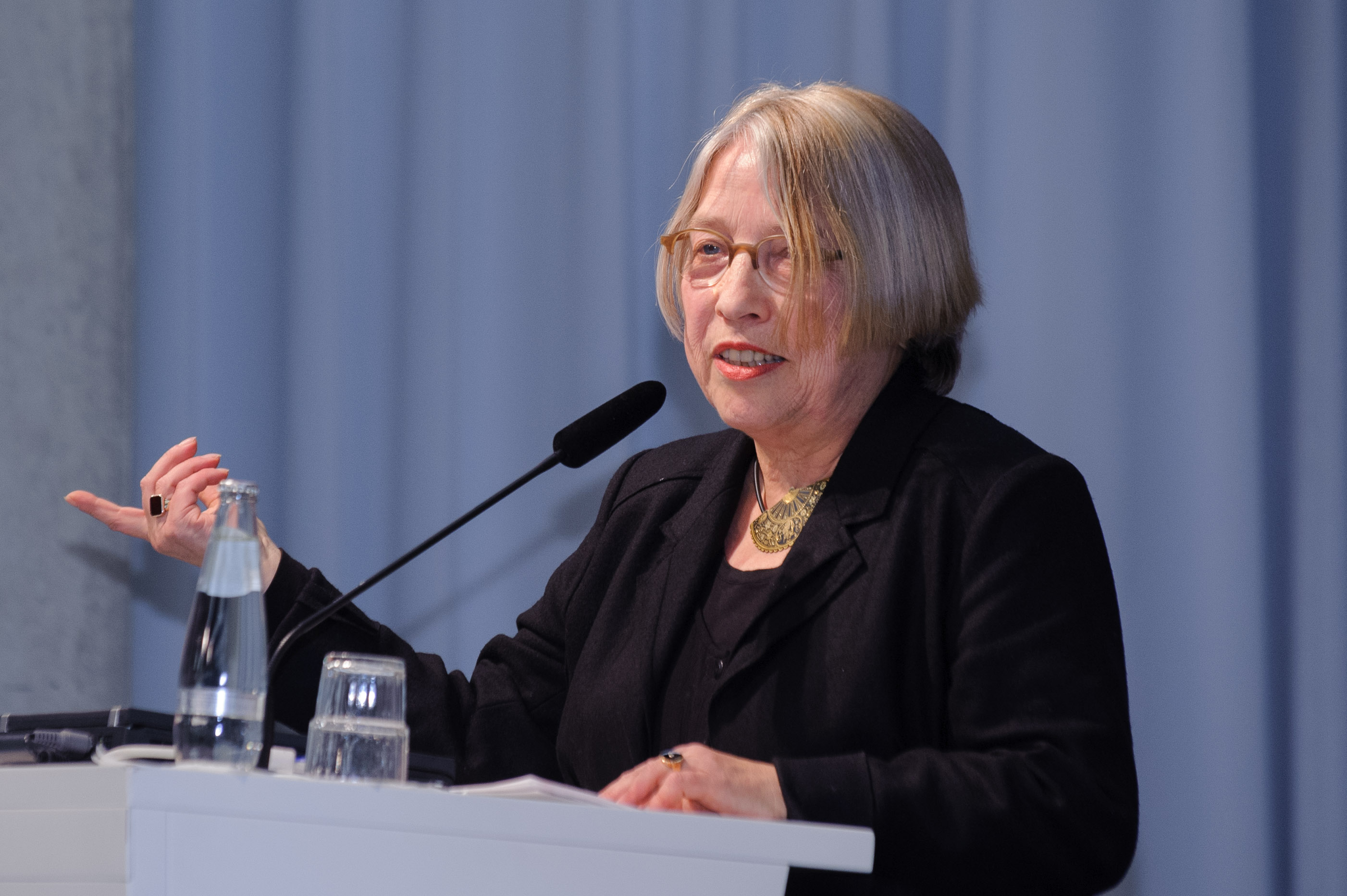
Antje Vollmer (* 1943)

- 1943: Antje Vollmer, deutsche Politikerin, Vizepräsidentin des Deutschen Bundestages
- 1944: Peter Mattli, Schweizer Unternehmer, Politiker und Automobilrennfahrer
- 1944: Volker Reiche, deutscher Comic-Zeichner
- 1944: Klaus Schneemann, deutscher Brigadegeneral
- 1945: Laurent Gbagbo, ivorischer Staatspräsident

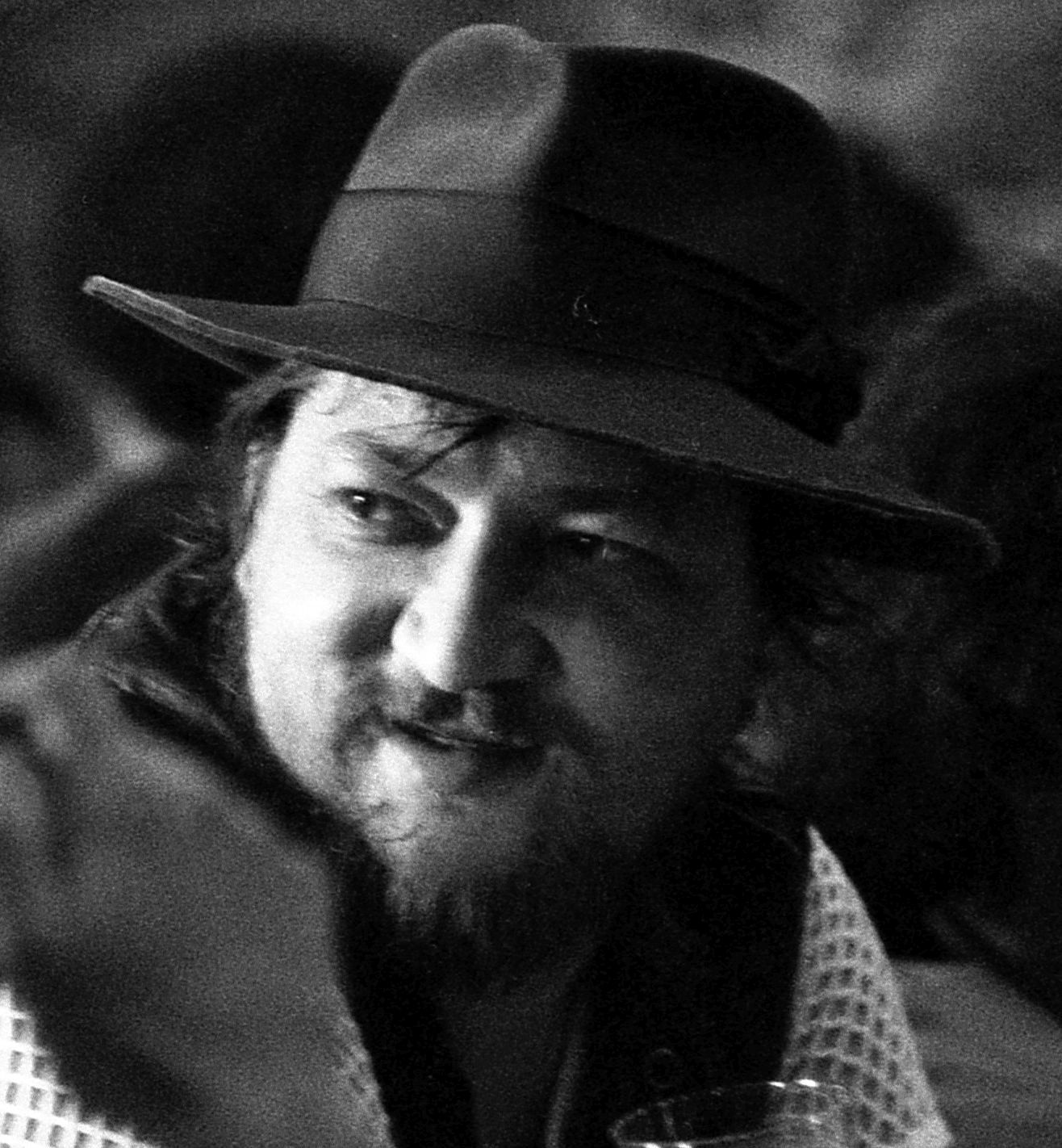
Rainer Werner Fassbinder (* 1945)

- 1945: Rainer Werner Fassbinder, deutscher Regisseur, Filmproduzent und Bühnenautor
- 1946: Agnes Schierhuber, österreichische Politikerin und Mitglied des EU-Parlaments
- 1946: Gabriele Goettle, deutsche Journalistin und Schriftstellerin
- 1947: Greg Abate, US-amerikanischer Jazzmusiker, Arrangeur und Komponist
- 1947: Bernd Krause, deutscher Ruderer
- 1947: Volker Panzer, deutscher Journalist

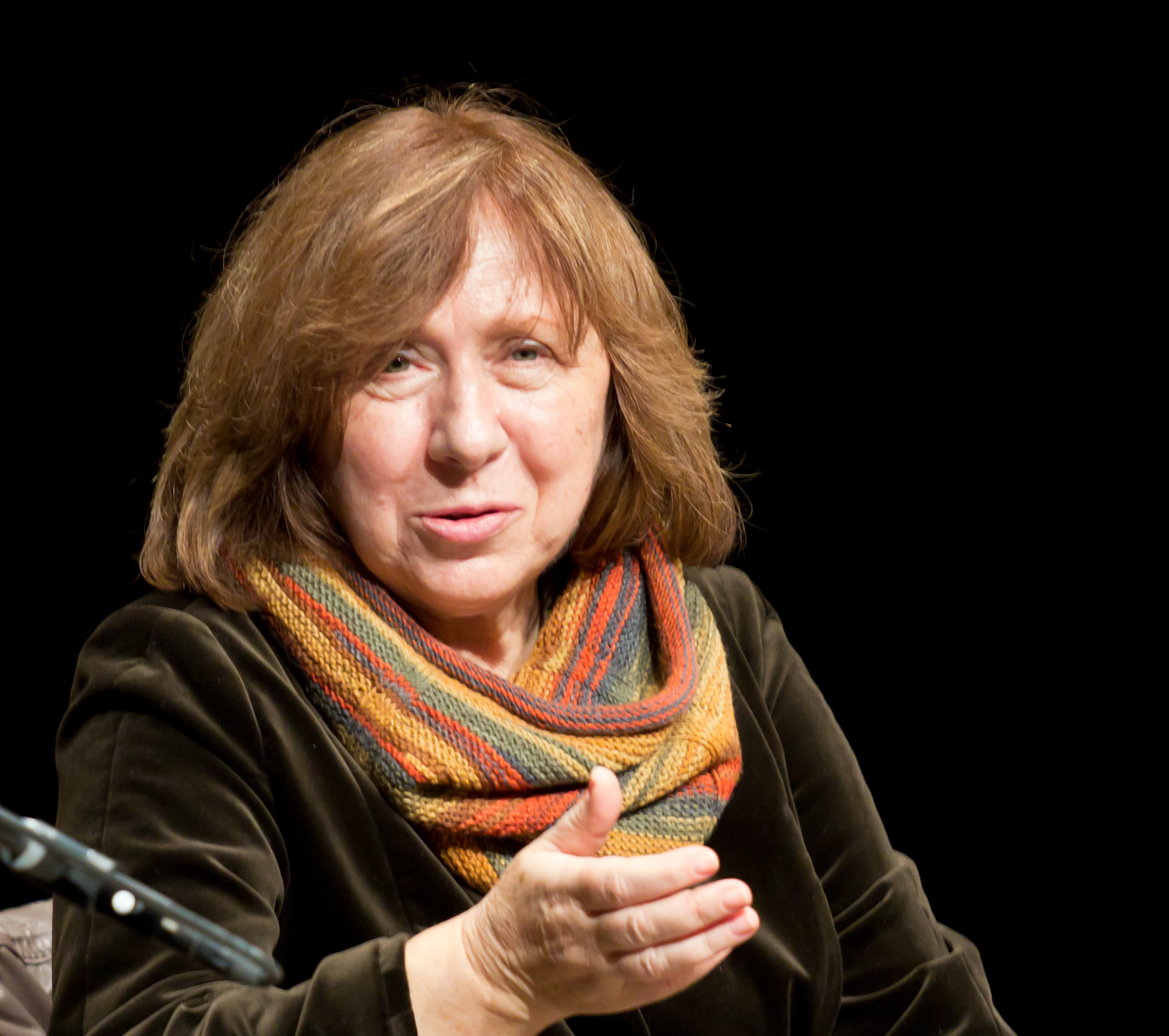
Swetlana Alexijewitsch (* 1948)

- 1948: Swetlana Alexandrowna Alexijewitsch, belarussische Schriftstellerin, Nobelpreisträgerin
- 1948: John Bonham, britischer Schlagzeuger (Led Zeppelin)
- 1948: Jürgen Stark, Vize-Präsident der Deutschen Bundesbank
- 1949: Tom Berenger, US-amerikanischer Schauspieler
- 1949: Hanspeter Thür, Schweizer Politiker
- 1950: Christine El Mahdy, englische Ägyptologin
- 1950: Vivienne Olive, britisch-australische Komponistin
- 1950: Jorge Taiana, argentinischer Politiker

#### 1951–1975
- 1951: Marcus Mislin, Schweizer Schauspieler und Theaterregisseur
- 1951: Karl-Hans Riehm, deutscher Leichtathlet, Olympiamedaillengewinner
- 1952: Frank Ulrich Montgomery, deutscher Mediziner und Verbandsfunktionär
- 1953: Bruno Frick, Schweizer Politiker
- 1953: Jeremy Kiernan, irischer Leichtathlet
- 1953: Michael Wittenborn, deutscher Schauspieler
- 1954: Petra Gerstenkorn, Mitglied des Bundesvorstandes von ver.di
- 1954: Lissy Gröner, deutsche Politikerin, MdEP, LGBT-Aktivistin
- 1954: Anders Hillborg, schwedischer Komponist
- 1955: Marty Ehrlich, US-amerikanischer Jazzmusiker

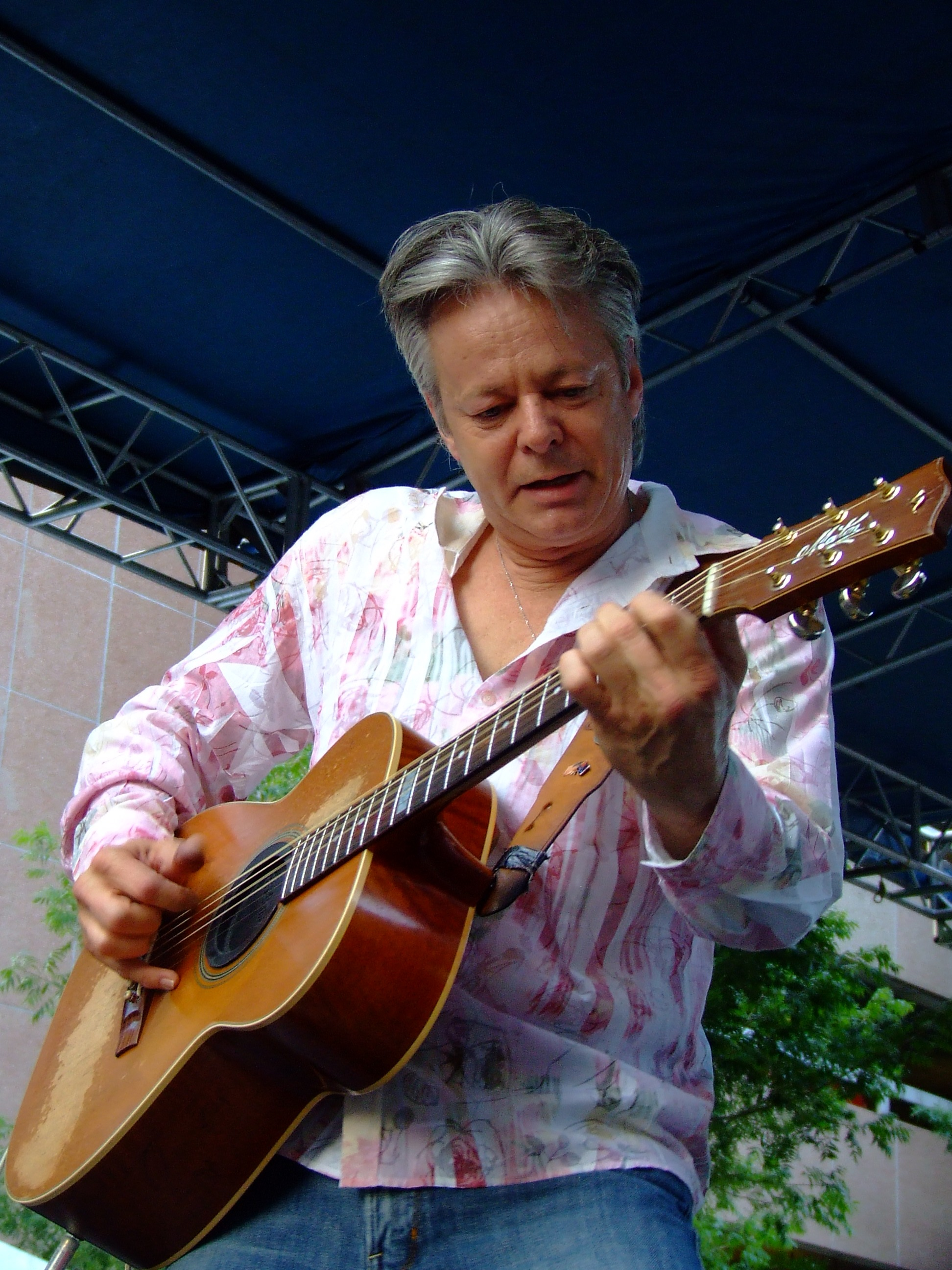
Tommy Emmanuel (* 1955)

- 1955: Tommy Emmanuel, australischer Gitarrist
- 1955: Sebastian Vogel, deutscher Übersetzer
- 1956: Waleri Nikolajewitsch Bragin, russischer Eishockeyspieler
- 1956: Bernd Niquet, deutscher Schriftsteller
- 1956: Margret Suckale, deutsche Managerin
- 1956: Gerd Weber, deutscher Fußballspieler
- 1957: Gabriel Barylli, österreichischer Schriftsteller, Schauspieler und Regisseur
- 1957: Bertram Beierlorzer, deutscher Fußballspieler und -trainer
- 1957: Jim Craig, US-amerikanischer Eishockeyspieler, Olympiasieger
- 1958: Mitchell Amundsen, US-amerikanischer Kameramann
- 1958: Mario Frank, deutscher Verlagsmanager
- 1959: Florian Bramböck, österreichischer Komponist, Professor und Saxophonist
- 1959: Andrea de Cesaris, italienischer Automobilrennfahrer
- 1959: Sabine Wils, deutsche Politikerin
- 1961: Lea Thompson, US-amerikanische Schauspielerin
- 1962: Dina Boluarte, peruanische Rechtsanwältin, Politikerin, Präsidentin von Peru
- 1962: Philippe Gache, französischer Automobilrennfahrer und Rennstallbesitzer
- 1962: Corey Hart, kanadischer Sänger
- 1962: Sebastian Koch, deutscher Schauspieler
- 1963: Réal Andrews, kanadischer Schauspieler
- 1963: Viktor Orbán, ungarischer Politiker, Ministerpräsident
- 1964: Nevfel Cumart, deutscher Schriftsteller, Referent, literarischer Übersetzer und Journalist
- 1964: Norbert Darabos, österreichischer Politiker
- 1964: Billy Davies, schottischer Fußballspieler und -trainer
- 1964: DMC, US-amerikanischer Hip-Hop-Musiker
- 1964: Kid Frost, US-amerikanischer Rapper
- 1964: Scotti Hill, US-amerikanischer Gitarrist
- 1964: Sergey Kalantay, ukrainischer Schauspieler
- 1964: Christoph Keese, deutscher Journalist, Publizist und Lobbyist
- 1964: Thomas Schwartz, deutscher Geistlicher und Autor
- 1964: Miroslav Slušný, slowakischer Skispringer
- 1964: Gerhard Woeginger, österreichischer Informatiker und Hochschullehrer
- 1964: Josef Zellmeier, deutscher Politiker und Jurist
- 1965: Natalie Scharf, deutsche Drehbuchautorin und Filmproduzentin

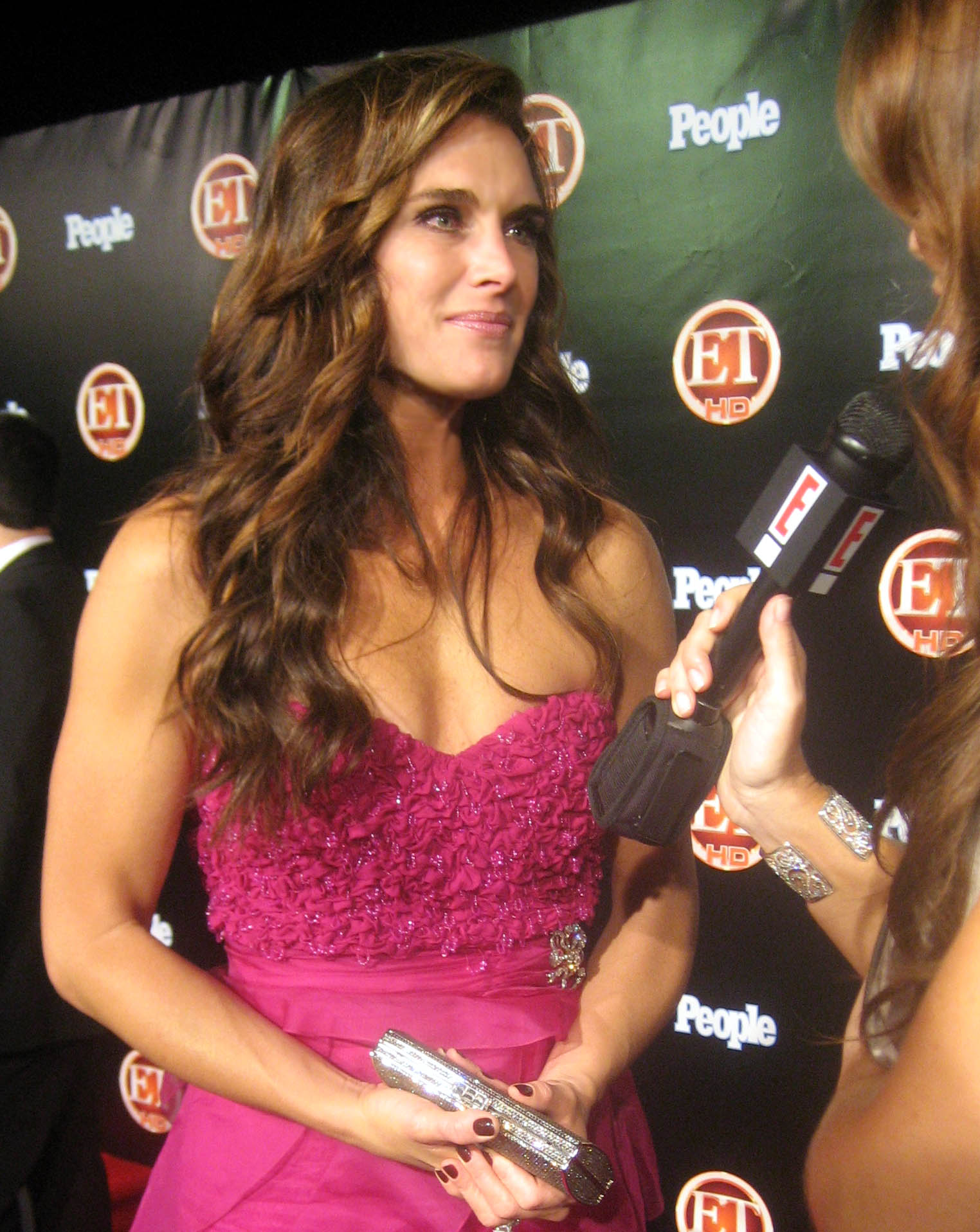
Brooke Shields (* 1965)

- 1965: Brooke Shields, US-amerikanische Schauspielerin
- 1965: Isabell Zacharias, deutsche Politikerin
- 1966: Frank Goosen, deutscher Kabarettist und Roman-Autor
- 1967: Sandrine Bonnaire, französische Schauspielerin
- 1967: Johnny Diesel, australischer Rockmusiker
- 1968: John Connolly, irischer Schriftsteller
- 1969: Mindi Abair, US-amerikanische Saxophonistin
- 1969: Stefanie Dehnen, deutsche Chemikerin
- 1969: Karin Frei, Schweizer Radio- und Fernsehmoderatorin
- 1970: Dominik Finkelde, deutscher Jesuitenpater, Philosoph und Dramatiker
- 1971: Diana Damrau, deutsche Sopranistin
- 1972: Heidi Astrup, dänische Handballspielerin
- 1972: Doris Schretzmayer, österreichische Schauspielerin, Autorin und Moderatorin
- 1974: Kenan Doğulu, türkischer Sänger
- 1975: Emmanuel Jonnier, französischer Skilangläufer
- 1975: Toni Nieminen, finnischer Skispringer

#### 1976–2000

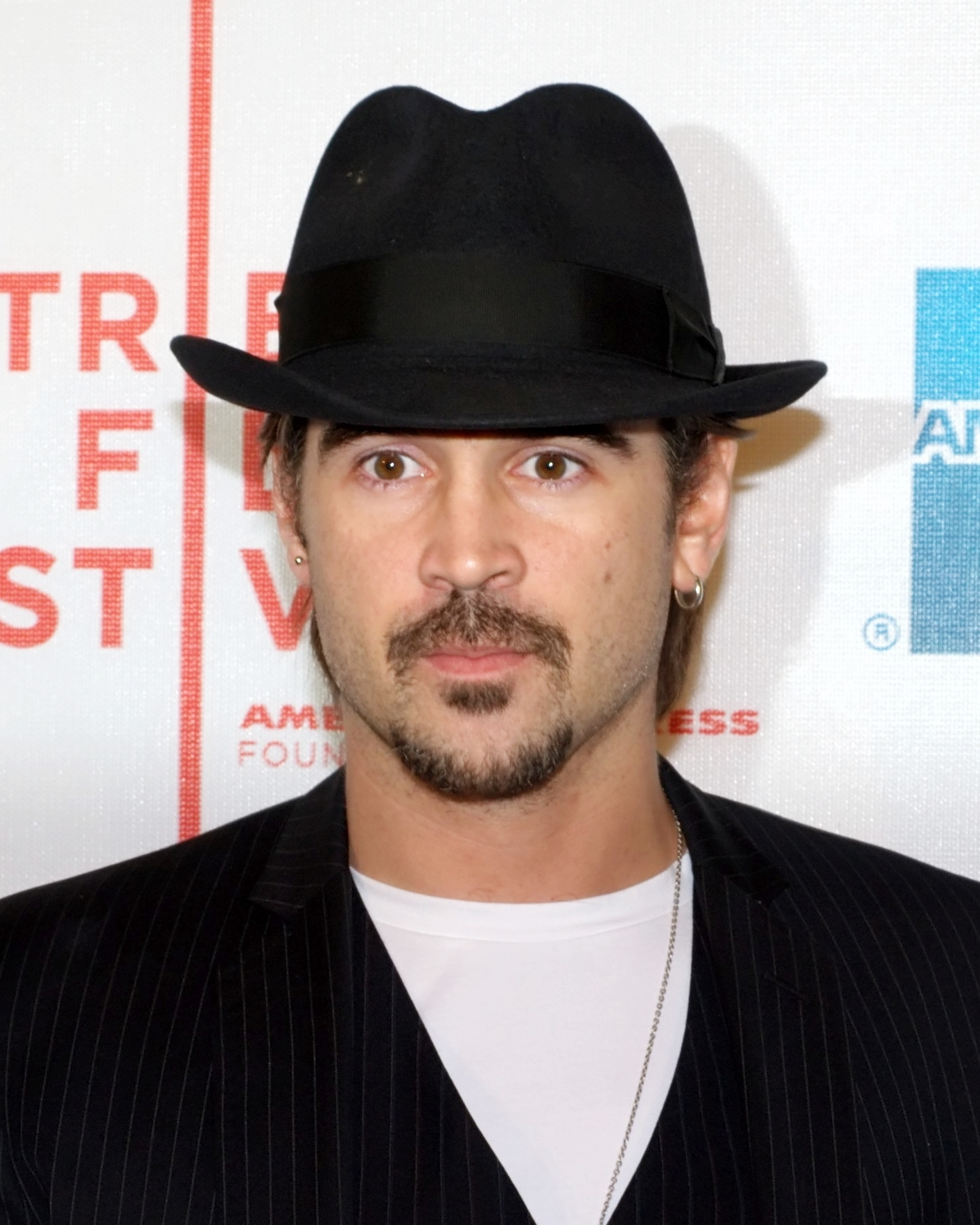
Colin Farrell (* 1976)

- 1976: Colin Farrell, irischer Schauspieler
- 1976: Steve Jenkner, deutscher Motorradrennfahrer
- 1976: Tanja Mairhofer, österreichische Schauspielerin und Moderatorin
- 1977: Abroo, deutscher Rapper
- 1977: Karim Chérif, französisch-schweizerischer Schauspieler
- 1978: Daniel Bekono, kamerunischer Fußballspieler
- 1978: Alen Orman, österreichischer Fußballspieler
- 1979: Said Saif Asaad, bulgarischer Gewichtheber
- 1979: Jean-François Gillet, belgischer Fußballspieler
- 1980: Johnny Aubert, französischer Motocross- und Endurosportler
- 1980: Dirk Caspers, deutscher Fußballspieler
- 1980: Georgia Lara, griechische Wasserballspielerin
- 1981: Mikael Antonsson, schwedischer Fußballspieler
- 1981: Daniele Bonera, italienischer Fußballspieler
- 1981: Simon Pearce, deutscher Schauspieler

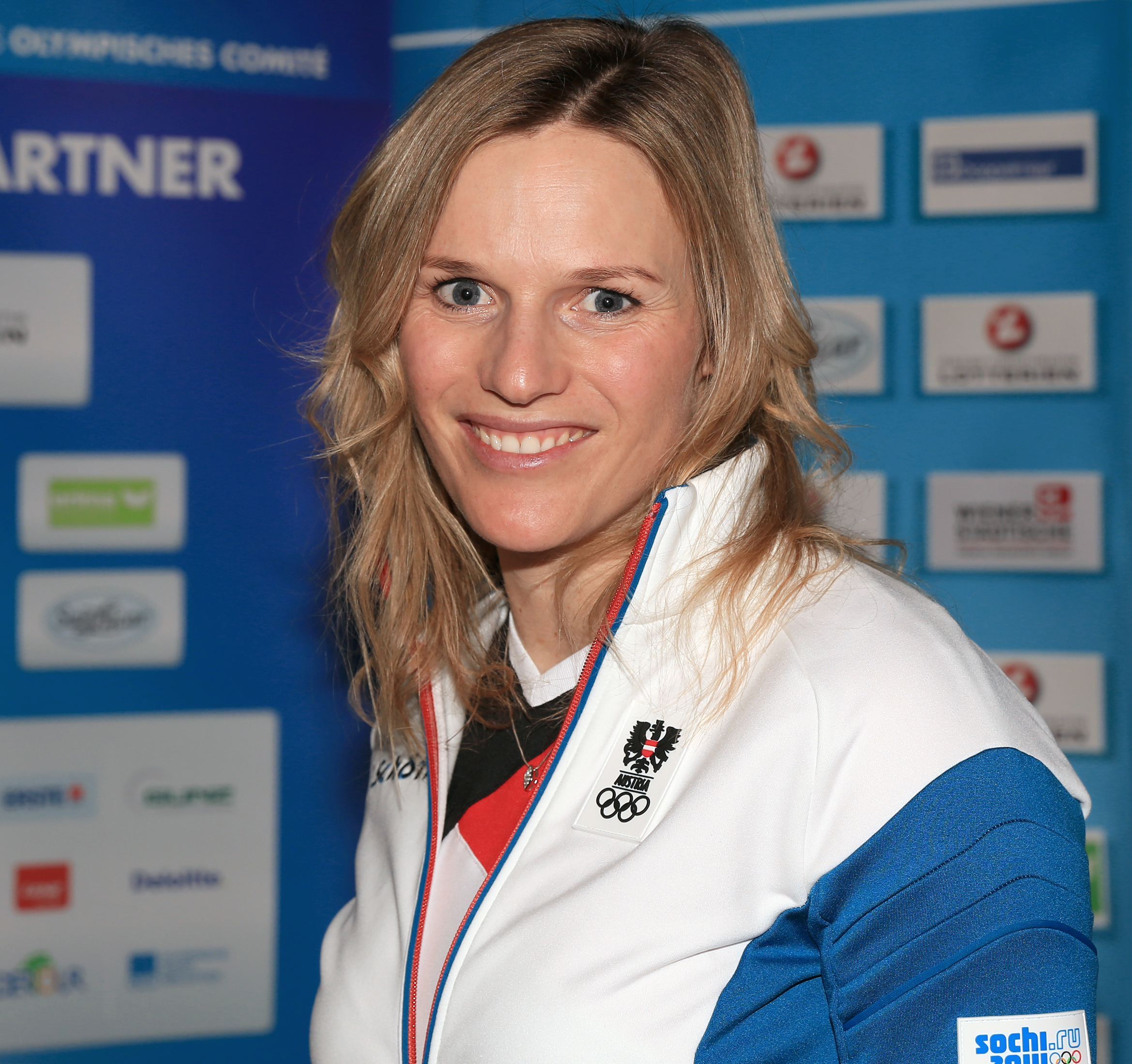
Marlies Schild (* 1981)

- 1981: Marlies Schild, österreichische Skirennläuferin, Weltmeisterin
- 1982: Ananda Everingham, laotisch-australischer Schauspieler und Model
- 1982: Maja Sokač, kroatische Handballspielerin
- 1983: Leon Haslam, britischer Motorradrennfahrer
- 1983: Maddalena Hirschal, österreichische Schauspielerin
- 1983: Stephanie Müller-Spirra, deutsche Fernsehmoderatorin und Journalistin
- 1984: Alexander Mekhdiev, russischer Badmintonspieler
- 1985: Laura Fortunato, argentinische Fußballschiedsrichterin
- 1986: Jordan Angeli, US-amerikanische Fußballspielerin
- 1986: Sopo Chalwaschi, georgische Sängerin
- 1986: Robert Gesink, niederländischer Radrennfahrer
- 1987: tyDi, australischer Trance-DJ und -Produzent
- 1988: Pilt Arnold, deutscher Hockeyspieler
- 1988: Lisa Bund, deutsche Popsängerin

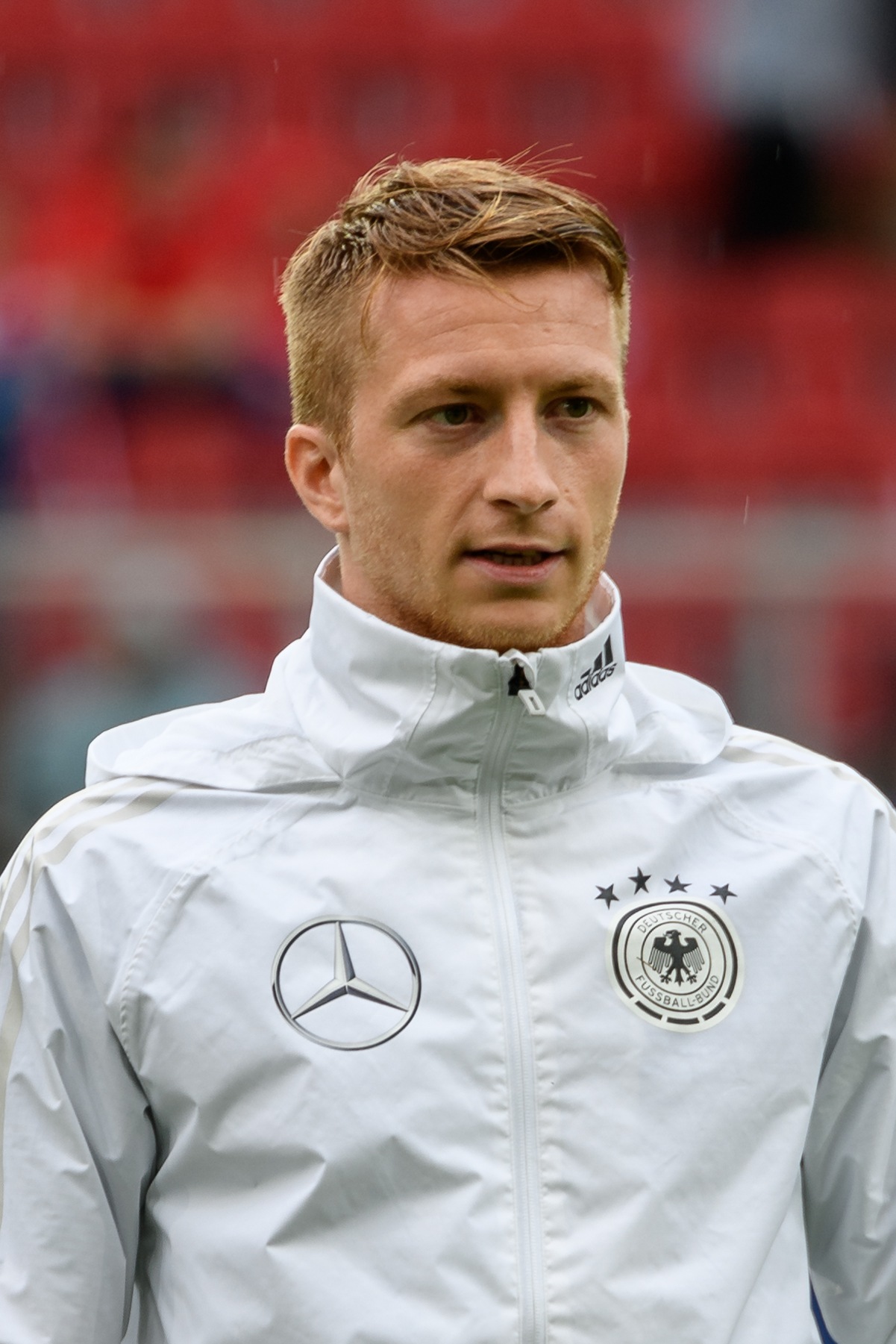
Marco Reus (* 1989)

- 1989: Marco Reus, deutscher Fußballspieler
- 1990: Nico Sallach, deutscher Metal-Sänger
- 1992: Michaël Bournival, kanadischer Eishockeyspieler
- 1992: Jessica King, englische Fußballspielerin
- 1992: Jesper Munk, deutscher Musiker
- 1992: Zacharie Robichon, kanadischer Automobilrennfahrer
- 1992: Kelle Roos, niederländischer Fußballtorhüter
- 1992: Jonathan Schmude, deutscher Fußballspieler
- 1992: Anna-Maria Sieklucka, polnische Schauspielerin und Sängerin
- 1992: Gary Thompson, irisch-japanischer Automobilrennfahrer
- 1993: Joel Armia, finnischer Eishockeyspieler
- 1994: Will Ramos, US-amerikanischer Metal-Sänger
- 1995: Timothé Buret, französischer Automobilrennfahrer
- 1995: Janina Fautz, deutsche Schauspielerin
- 1995: Tyla Yaweh, US-amerikanischer Rapper
- 1997: CupcakKe, US-amerikanische Rapperin
- 1997: Marharyta Fjafilawa, belarussische Poolbillardspielerin
- 1998: Yōhei Koyama, japanischer Skirennläufer
- 1999: Chrystyna Dmytrenko, ukrainische Biathletin
- 2000: Fjodor Gorst, russischer Poolbillardspieler
- 2000: Tereza Voborníková, tschechische Biathletin

### 21. Jahrhundert

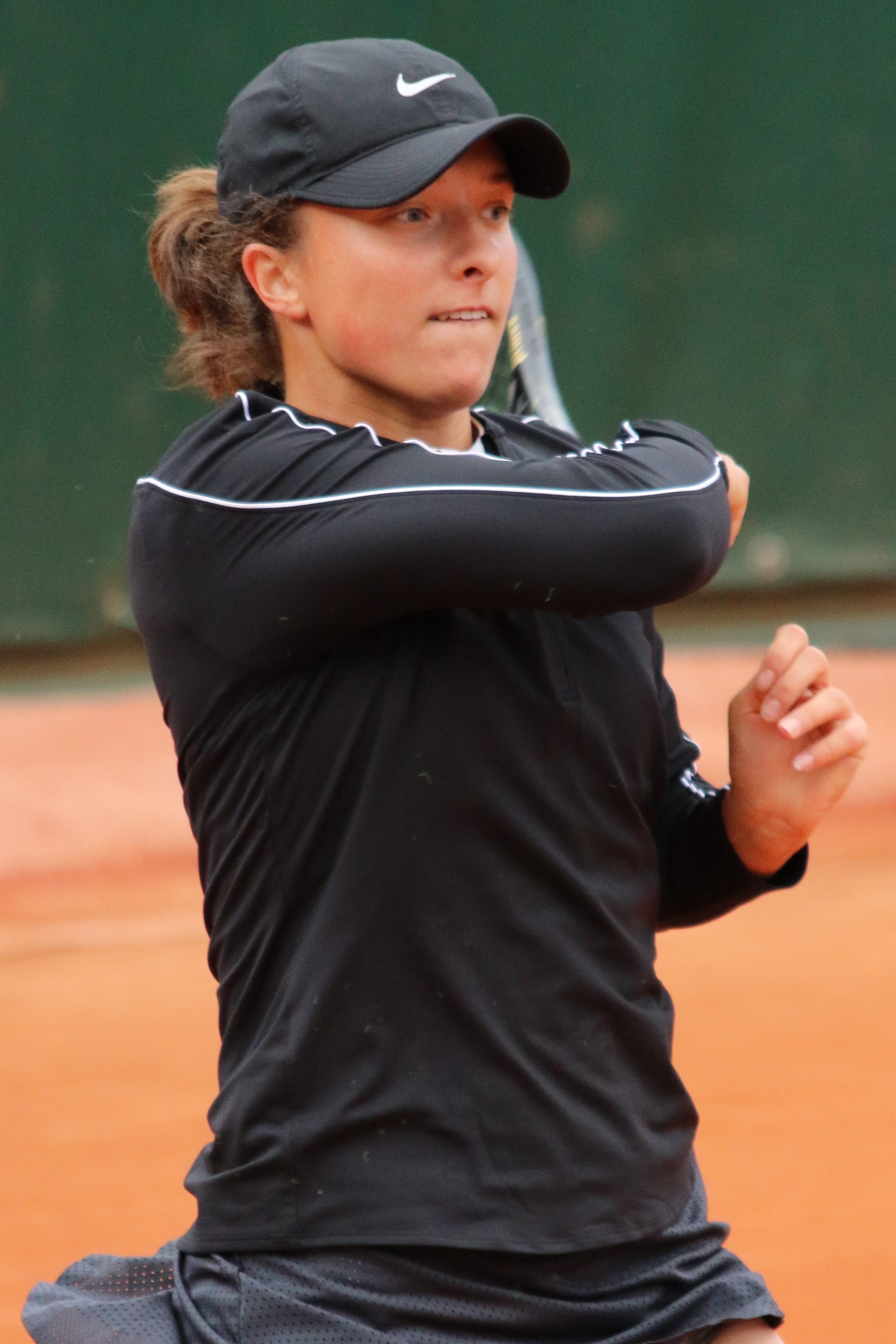
Iga Świątek (* 2001)

- 2001: Iga Świątek, polnische Tennisspielerin
- 2003: Madis Mihkels, estnischer Radrennfahrer
- 2004: Alberto Surra, italienischer Motorradrennfahrer

## Gestorben

### Vor dem 17. Jahrhundert
- 0455: Petronius Maximus, weströmischer Kaiser
- 0601: Rekkared I., König der Westgoten
- 0937: Hildebert, Erzbischof von Mainz
- 1009: Ibn Yunus, ägyptischer Astronom und Mathematiker
- 1015: Ernst I., Herzog von Schwaben
- 1076: Waltheof II., Earl of Northumbria, letzter angelsächsischer Earl
- 1089: Sigewin von Are, Erzbischof von Köln
- 1091: Heinrich von Verdun, Bischof von Lüttich

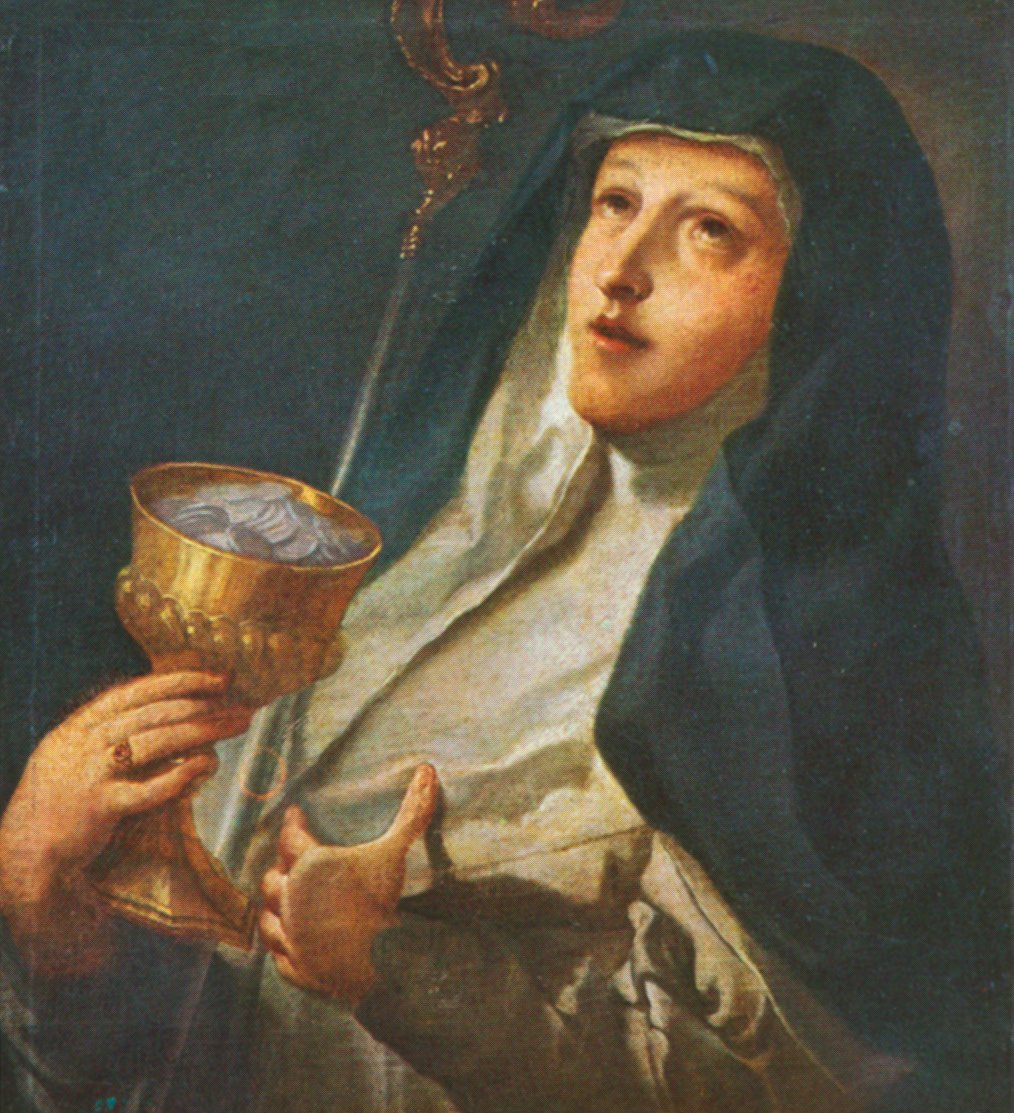
Mechthildis von Dießen († 1160)

- 1160: Mechtild von Dießen, Äbtissin von Edelstetten
- 1162: Géza II., König von Ungarn, Kroatien, Dalmatien und Rama
- 1227: Guala Bicchieri, päpstlicher Legat für England, Mitglied des englischen Regentschaftsrates
- 1321: Birger Magnusson, König von Schweden
- 1326: Maurice de Berkeley, 2. Baron Berkeley, englischer Adeliger und Rebell
- 1329: Albertino Mussato, italienischer Frühhumanist, Dichter und Geschichtsschreiber
- 1378: Thomas von Neumarkt, Titularbischof von Sareptensis und Weihbischof in Breslau
- 1408: Angelo Acciaioli, Bischof von Rapolla und Florenz, Kardinal

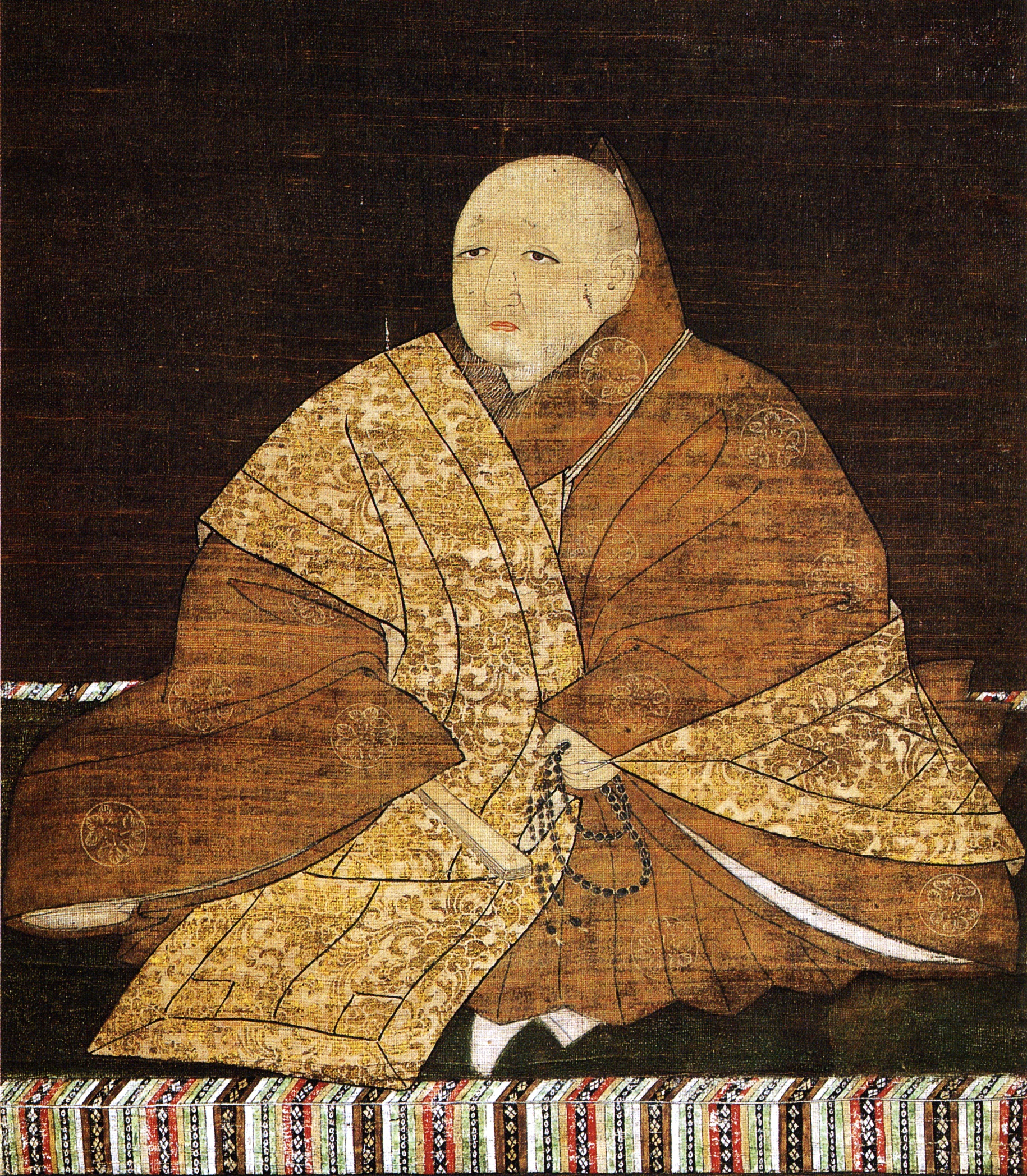
Ashikaga Yoshimitsu († 1408)

- 1408: Ashikaga Yoshimitsu, japanischer Shogun
- 1410: Martin I., König von Aragón
- 1416: Arnold Stapel, Bischof von Kulm
- 1417: Wilhelm II., Herzog von Bayern-Straubing, Graf von Holland und Seeland
- 1463: Caspar von Schönberg, Bischof von Meißen
- 1491: Philippe Basiron, französischer Komponist, Organist und Kleriker
- 1495: Cecily Neville, Herzogin von York
- 1503: Barbara Gonzaga, Herzogin von Württemberg
- 1504: Engelbert II., Graf von Nassau-Breda
- 1518: Elisabeth von Brandenburg-Ansbach-Kulmbach, Markgräfin von Baden
- 1520: Johannes Aesticampianus, Theologe und Humanist
- 1522: Georg III. Schenk von Limpurg, Fürstbischof von Bamberg
- 1524: Camilla Battista Varano, italienische Klarissin und Mystikerin, katholische Heilige
- 1533: Ambrosius Ehinger, deutscher Konquistador und erster Statthalter von Klein-Venedig
- 1536: Karl I., Herzog von Münsterberg und Oels
- 1551: Bastiano da Sangallo, italienischer Maler und Architekt
- 1554: Marcantonio Trevisan, Doge von Venedig
- 1566: Georg Buchholzer, deutscher Theologe und Reformator
- 1567: Guido von Bray, niederländischer Reformator
- 1594: Jacopo Tintoretto, italienischer Maler

### 17. und 18. Jahrhundert
- 1601: Gebhard I. von Waldburg, Kurfürst und Erzbischof von Köln
- 1617: Philipp Jakob Schröter, deutscher Mediziner
- 1618: Sabina Catharina von Ostfriesland, Gräfin von Rietberg
- 1620: Wilhelm Ludwig, Graf von Nassau-Dillenburg und Statthalter von Friesland
- 1637: Jodok Hösli, Schweizer Benediktiner und Abt des Klosters Pfäfers im Kanton St. Gallen
- 1647: Karl Friedrich I., Herzog von Oels und Bernstadt
- 1665: Pieter Saenredam, niederländischer Maler
- 1668: Johann Wilhelm Libštejnský von Kolowrat, Erzbischof von Prag
- 1680: Joachim Neander, deutscher Pastor, Kirchenlieddichter und -komponist
- 1696: Peter Müller, deutscher Rechtswissenschaftler
- 1700: Agostino Scilla, italienischer Maler des Barock, Paläontologe, Numismatiker und Geologe
- 1723: Edward Hyde, 3. Earl of Clarendon, englischer Kolonialgouverneur in den Provinzen New York und New Jersey
- 1727: Karl August von Schleswig-Holstein-Gottorf, Fürstbischof von Lübeck
- 1728: Axel Sparre, schwedischer Graf, Feldmarschall und Künstler
- 1740: Friedrich Wilhelm I., König von Preußen
- 1747: Heinrich Johann Friedrich Ostermann, russischer Diplomat und Staatsmann
- 1757: Nikolaus Csáky, ungarischer Geistlicher
- 1765: Anselm Franz von Ritter zu Groenesteyn, kurmainzischer Kämmerer, Hofmarschall, zeitweise Vitztum sowie Architekt
- 1765: Johann Christoph Schütze, deutscher Baumeister, Bildhauer und Maler
- 1769: Francesco Fontebasso, venezianischer Maler

### 19. Jahrhundert
- 1806: Urban Bruun Aaskow, dänischer Mediziner
- 1807: Jean-Ami Martin, Schweizer Geistlicher und Bibliothekar
- 1809: Ferdinand von Schill, preußischer Offizier

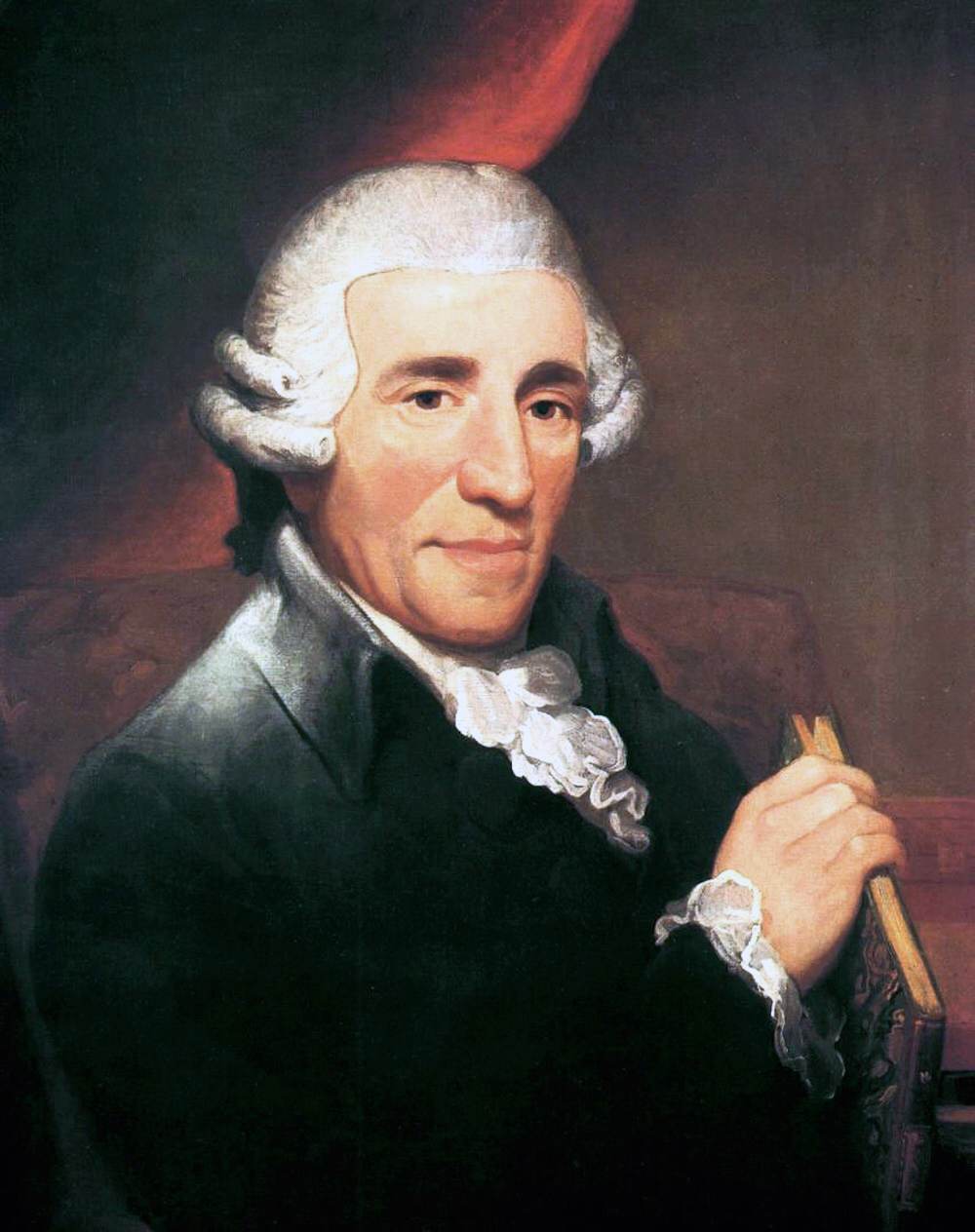
Joseph Haydn († 1809)

- 1809: Joseph Haydn, österreichischer Komponist, führender Vertreter der Wiener Klassik
- 1809: Jean Lannes, französischer General, Marschall von Frankreich
- 1810: Heinrich Sautier, deutscher Jesuit und Stifter
- 1823: Jakob Graß, österreichischer Orgelbauer
- 1825: George Chalmers, englischer politischer Schriftsteller
- 1827: Pierre Louis Prieur, französischer Politiker
- 1829: Ludwig Aloys von Hohenlohe, deutscher Reichsfürst und General, Marschall von Frankreich, Statthalter von Galizien
- 1832: Évariste Galois, französischer Mathematiker
- 1841: George Green, britischer Mathematiker und Physiker
- 1846: Philipp Konrad Marheineke, deutscher Theologe
- 1847: Thomas Chalmers, Schriftsteller und Begründer der Freien Kirche Schottlands

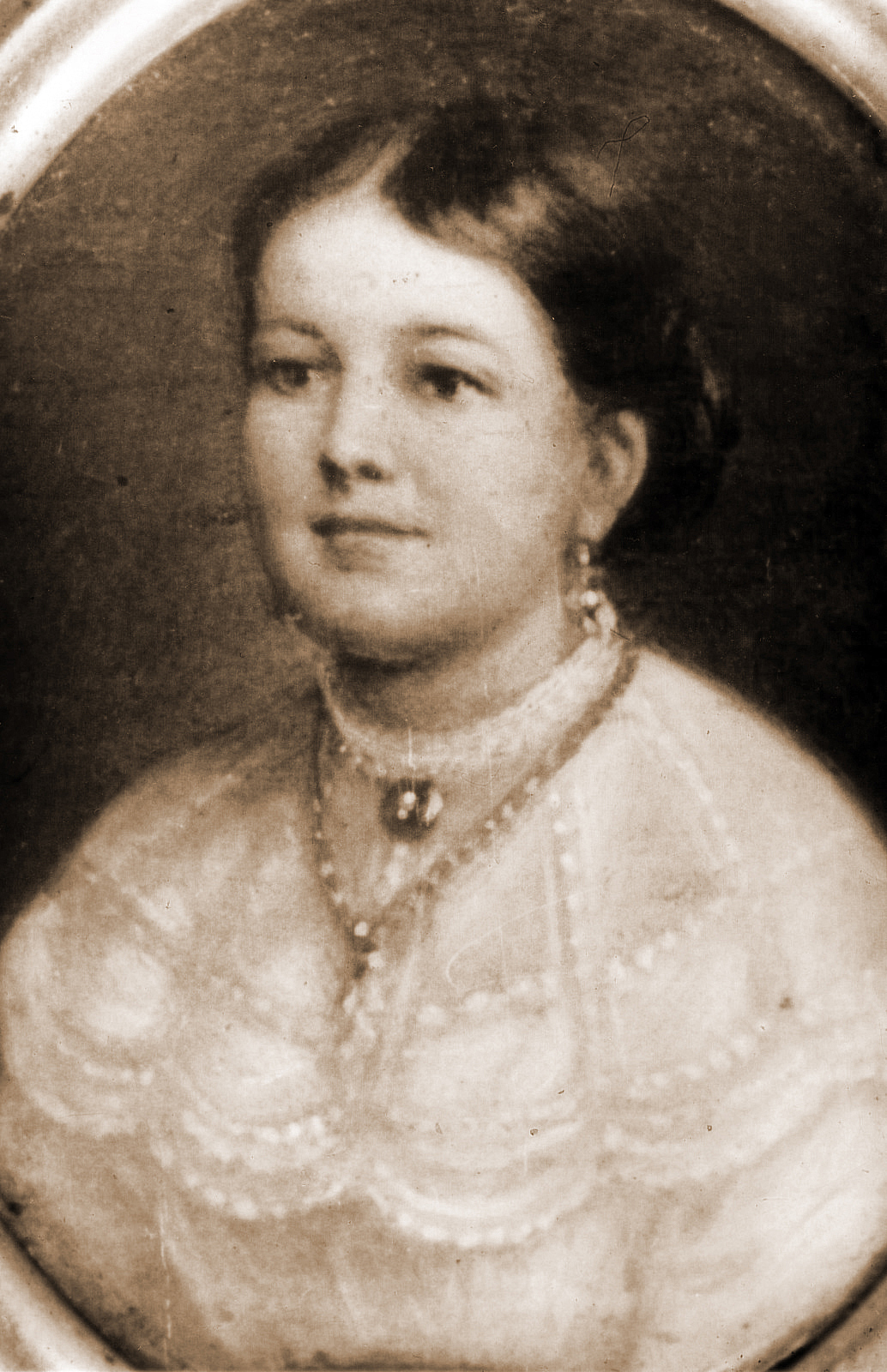
Friederike Krüger († 1848)

- 1848:Friederike Krüger, preußische Soldatin
- 1851: Friedrich Ludwig Wilhelm Christian Karl von Tabor, belgischer General
- 1854: Vatroslav Lisinski, kroatischer Komponist
- 1866: Johannes Heinrich Müller, deutscher Konservator, Denkmalpfleger und Numismatiker
- 1867: Théophile-Jules Pelouze, französischer Chemiker
- 1870: Caspar Kummer, deutscher Flötist, Komponist und Musikpädagoge
- 1872: Friedrich Gerstäcker, deutscher Abenteurer und Schriftsteller

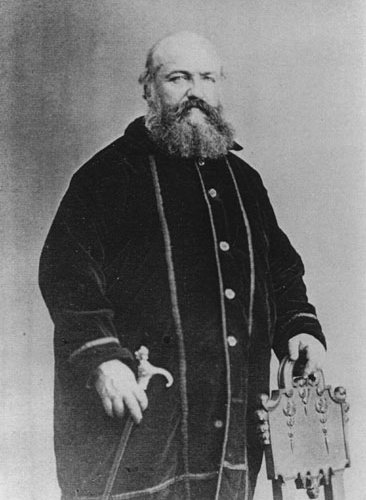
Éliphas Lévi († 1875)

- 1875: Éliphas Lévi, französischer Diakon, Schriftsteller und Okkultist
- 1875: Anna Caroline Stelzner, deutsche Miniaturmalerin
- 1876: Rudolph von Apponyi, österreichisch-ungarischer Diplomat
- 1879: Johann von Schraudolph, deutscher Kirchen- und Historienmaler
- 1881: Hugh J. Anderson, US-amerikanischer Politiker, Mitglied des Repräsentantenhauses, Gouverneur von Maine
- 1883: Georg Achleitner, österreichischer Jurist und Politiker, Mitglied der Frankfurter Nationalversammlung, LAbg
- 1884: Bethel Henry Strousberg, deutscher Unternehmer der Gründerzeit
- 1887: Christian Friedrich Ehrlich, deutscher Komponist, Pianist und Musikpädagoge
- 1887: Moritz Wagner, deutscher Reisender, Geograph und Naturforscher
- 1891ː August Hermann Franke, deutscher evangelischer Theologe und Kirchenlieddichter
- 1891: Anton Springer, deutscher Kunsthistoriker
- 1892: Heinrich Auer, deutscher Industrieller
- 1896: Franz Ludorff, deutscher Pädagoge und Schriftsteller
- 1897ː Martha King, neuseeländische Lehrerin und Malerin
- 1899: Elisha Baxter, US-amerikanischer Jurist und Politiker, Gouverneur von Arkansas
- 1899: Ignaz von Ephrussi, russischer Bankier
- 1900: Louise Koppe, französische Feministin und Gründerin der Maisons maternelles

### 20. Jahrhundert

#### 1901–1950
- 1901ː Rosa Bordas, Sängerin

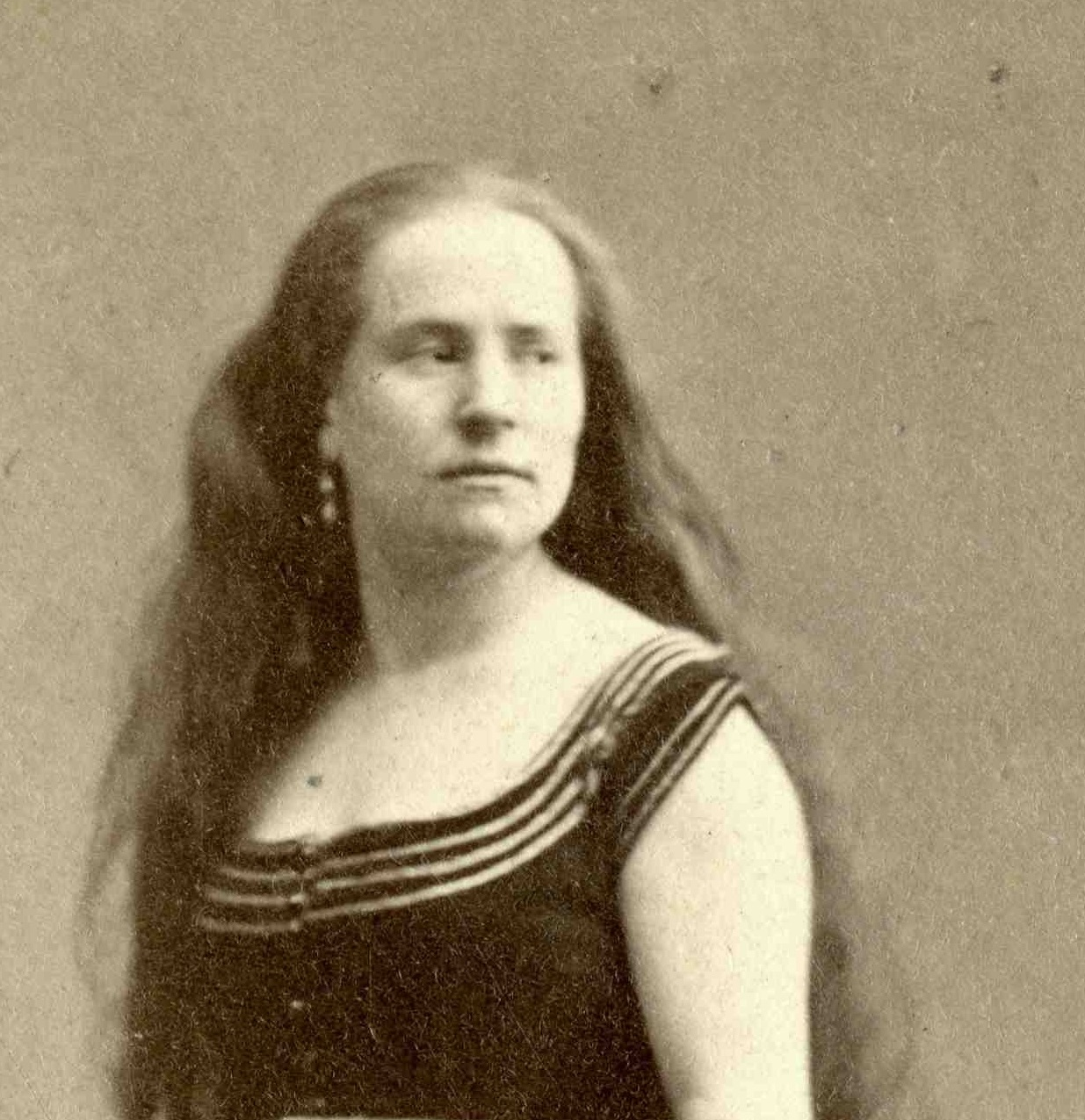
Rosa Bordas († 1910)

- 1902: Bernhard Loose, Bremer Bankier
- 1905: Emil Arnoldt, deutscher Philosoph und Privatgelehrter
- 1905: Franz Strauss, deutscher Hornist und Komponist
- 1908: Alexander Wilhelm Gottschalg, thüringischer Kantor, Organist und Komponist
- 1908: Anton Lux, österreichischer Artillerieleutnant und Afrikareisender
- 1910: Elizabeth Blackwell, englische Ärztin

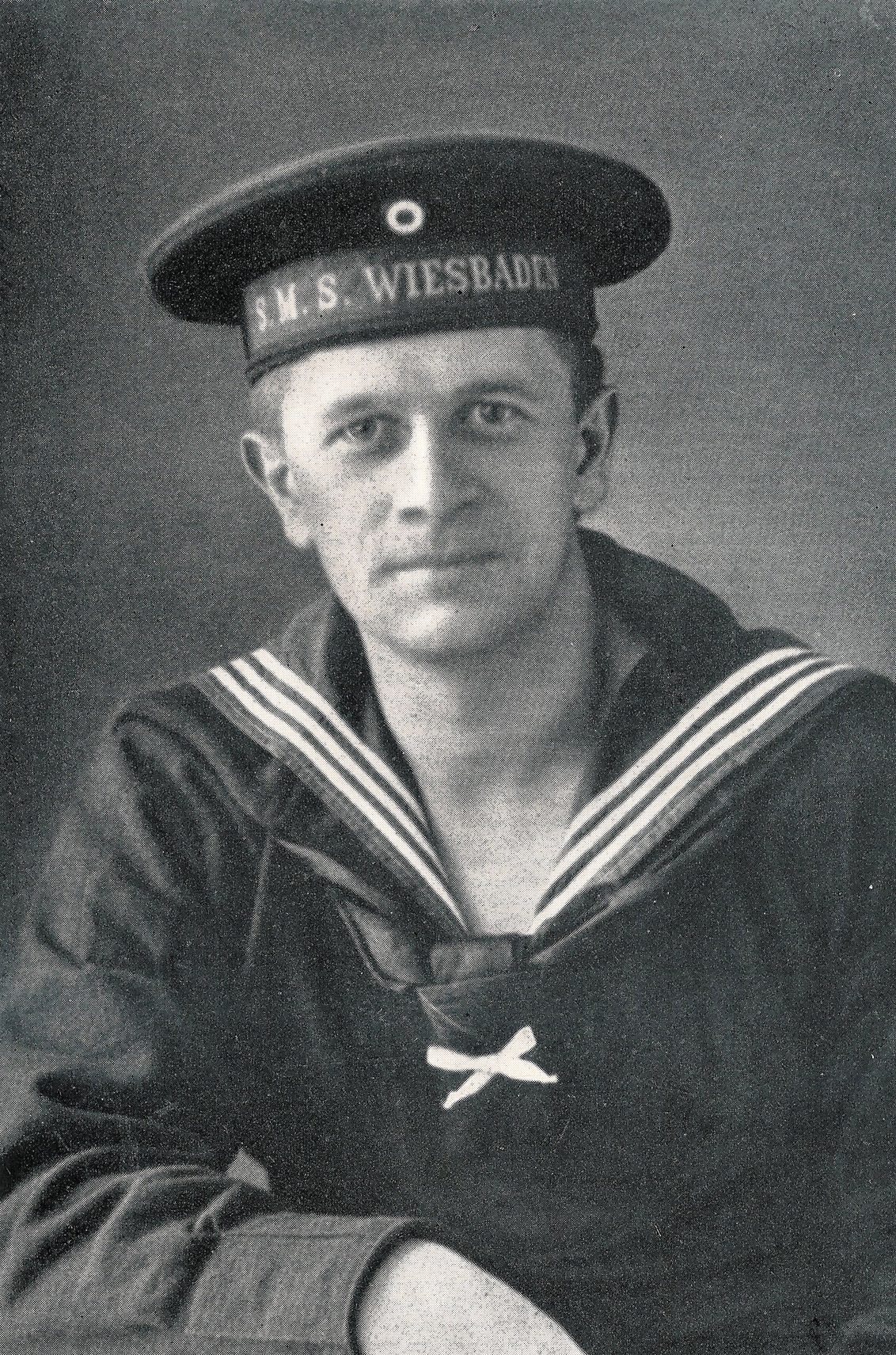
Gorch Fock († 1916)

- 1916: Gorch Fock, deutscher Dichter
- 1917: Carl Kopp, deutscher Zeichenlehrer und Amateurentomologe
- 1918: Helene von Druskowitz, österreichische Philosophin, Literatur- und Musikkritikerin
- 1918: Alexander Mitscherlich, deutscher Chemiker
- 1920: Nasrullah Khan, Emir von Afghanistan
- 1921: Karl Knoll, deutscher Pfarrer und Politiker
- 1924ː Catherine Taintor, Hochstaplerin
- 1931: Willy Stöwer, deutscher Marinemaler der Kaiserzeit
- 1938: Ludwig Hermann, deutscher Chemiker und Unternehmer
- 1938: Imre Schöffer, ungarischer Fußballspieler und -trainer
- 1941: Rodolfo Amoedo, brasilianischer Maler
- 1944: Lucy Campbell, US-amerikanisch-österreichische Cellistin und Kammermusikerin
- 1944: Edmond Vanwaes, belgischer Ruderer
- 1945: Odilo Globocnik, am Holocaust beteiligter Nationalsozialist
- 1945: Oskar Heinroth, deutscher Ornithologe und Leiter des Berliner Aquariums
- 1945: Curt von Gottberg, deutscher SS-Obergruppenführer, General der Waffen-SS, Kriegsverbrecher
- 1947: Adrienne Ames, US-amerikanische Schauspielerin
- 1947: Henri Casadesus, französischer Bratschist und Komponist

#### 1951–2000
- 1951: Denis Joseph Dougherty, US-amerikanischer Geistlicher, Erzbischof von Philadelphia
- 1952: Manmohandas Soparkar, indischer Mediziner und Parasitologe
- 1953: Wladimir Jewgrafowitsch Tatlin, russischer Bildhauer
- 1955: Raoul Gunsbourg, rumänischer Operndirektor, Schriftsteller und Komponist
- 1957: Peeter Sink, estnischer Pfarrer, Lyriker, Maler und Photograph
- 1959: Ede Zathureczky, ungarischer Geiger und Musikpädagoge

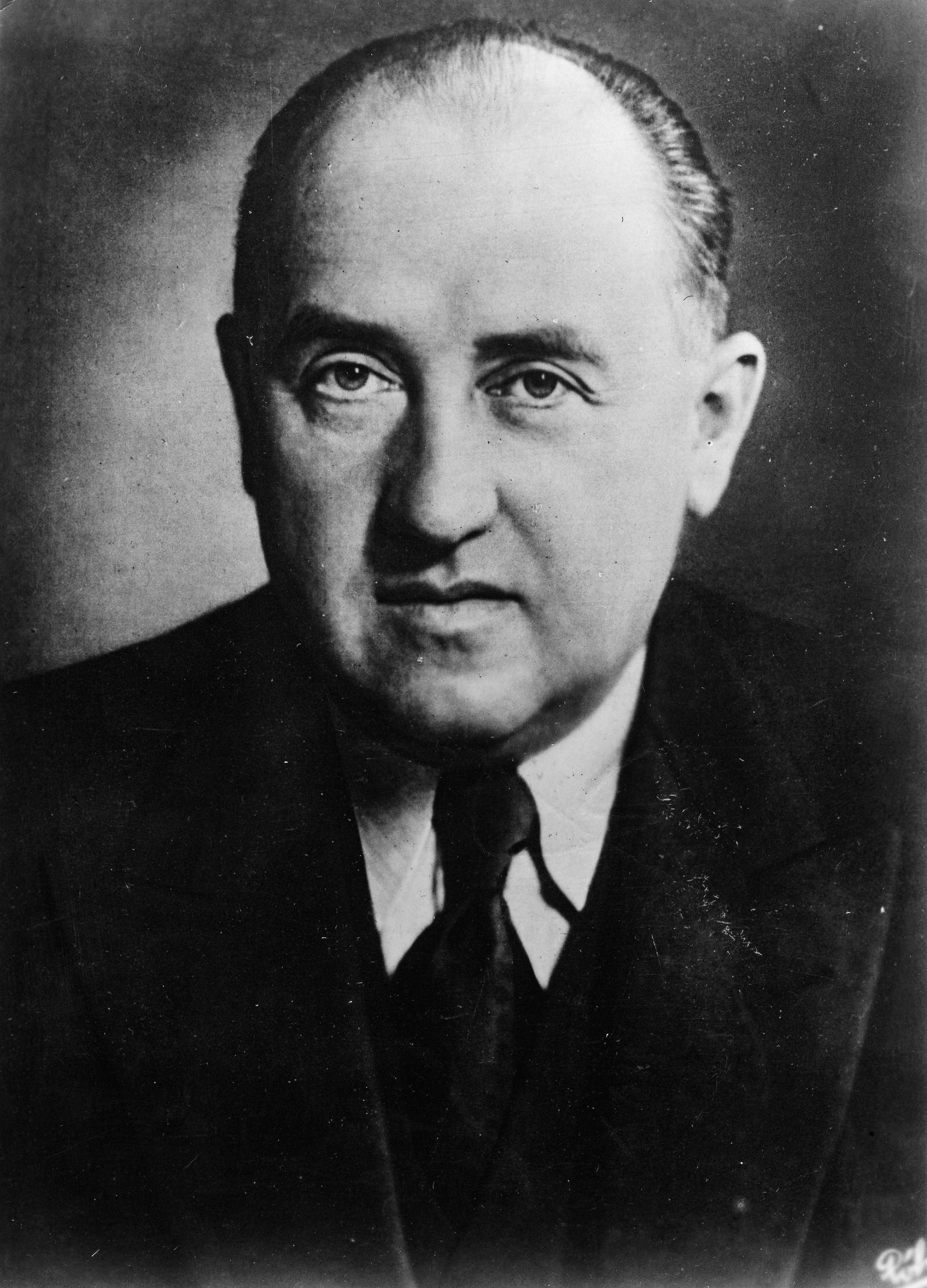
Walther Funk († 1960)

- 1960: Walther Funk, deutscher Journalist und NS-Minister
- 1960: Willem Elsschot, niederländischsprachiger Schriftsteller aus Belgien
- 1961: Fritz Gribi, Schweizer Lehrer und Bühnenautor
- 1961: Roxana Vivian, US-amerikanische Mathematikerin
- 1962: Henry F. Ashurst, US-amerikanischer Politiker
- 1962: Eduard Toldrà i Soler, spanischer Violinist, Dirigent und Komponist
- 1963: Edith Hamilton, deutsch-US-amerikanische Schriftstellerin
- 1964: Nikolai Andrejewitsch Orlow, russisch-britischer Pianist und Musikpädagoge
- 1964: Franz Schauwecker, deutscher Schriftsteller
- 1965: Dankwart Ackermann, deutscher Physiologe und Chemiker
- 1965: Earl Johnson, US-amerikanischer Country-Musiker
- 1965: Gustav Wolff, deutscher Lehrer und Ornithologie
- 1967: Billy Strayhorn, US-amerikanischer Jazzmusiker
- 1967: Wilhelm Rath, deutscher Politiker
- 1969: Hilde Körber, österreichische Schauspielerin
- 1970: Terry Sawchuk, kanadischer Eishockeyspieler
- 1971: Massimo Campigli, italienischer Maler
- 1971: Max Trapp, deutscher Komponist
- 1973: Paul White, US-amerikanischer Komponist, Dirigent, Geiger und Musikpädagoge
- 1976: Jacques Monod, französischer Biochemiker
- 1977: William Castle, US-amerikanischer Filmregisseur und -produzent
- 1977: Floyd Davis, US-amerikanischer Automobilrennfahrer
- 1978: Maja Berezowska, polnische Künstlerin
- 1978: József Bozsik, ungarischer Fußballspieler und -trainer
- 1979: Gebhard Amann, österreichischer Politiker
- 1981: Gyula Lóránt, ungarischer Fußballspieler und -trainer
- 1981: Karl Schmedes, deutscher Boxer
- 1983: Jack Dempsey, US-amerikanischer Boxer
- 1984: Manuel Enrique Pérez Díaz, venezolanischer Gitarrist, Komponist und Musikpädagoge
- 1986: Harry Westermann, deutscher Jurist
- 1988: Ömer Lütfi Akadlı, türkischer Jurist
- 1988: Wilhelm Aschka, deutscher Politiker
- 1989: Raissa Dawydowna Orlowa-Kopelewa, russische Schriftstellerin
- 1990: Johannes Paul, deutscher Historiker
- 1990: Willy Spühler, Schweizer Politiker, Bundesrat
- 1991: Carlos Suffern, argentinischer Komponist
- 1992: Lutz Stavenhagen, deutscher Politiker
- 1992: Karl-Erik Welin, schwedischer Pianist, Organist und Komponist
- 1995: Albert Kapr, deutscher Kalligraf, Typograf, Hochschullehrer
- 1995: Pavel Šivic, slowenischer Komponist

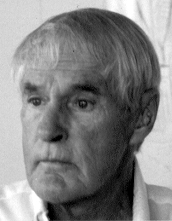
Timothy Leary († 1996)

- 1996: Timothy Leary, US-amerikanischer Psychologe und Autor
- 1996: Ton de Leeuw, niederländischer Komponist und Musikpädagoge
- 1997: Karl Flach, deutscher Unternehmer
- 1997: Günter Luther, deutscher Admiral

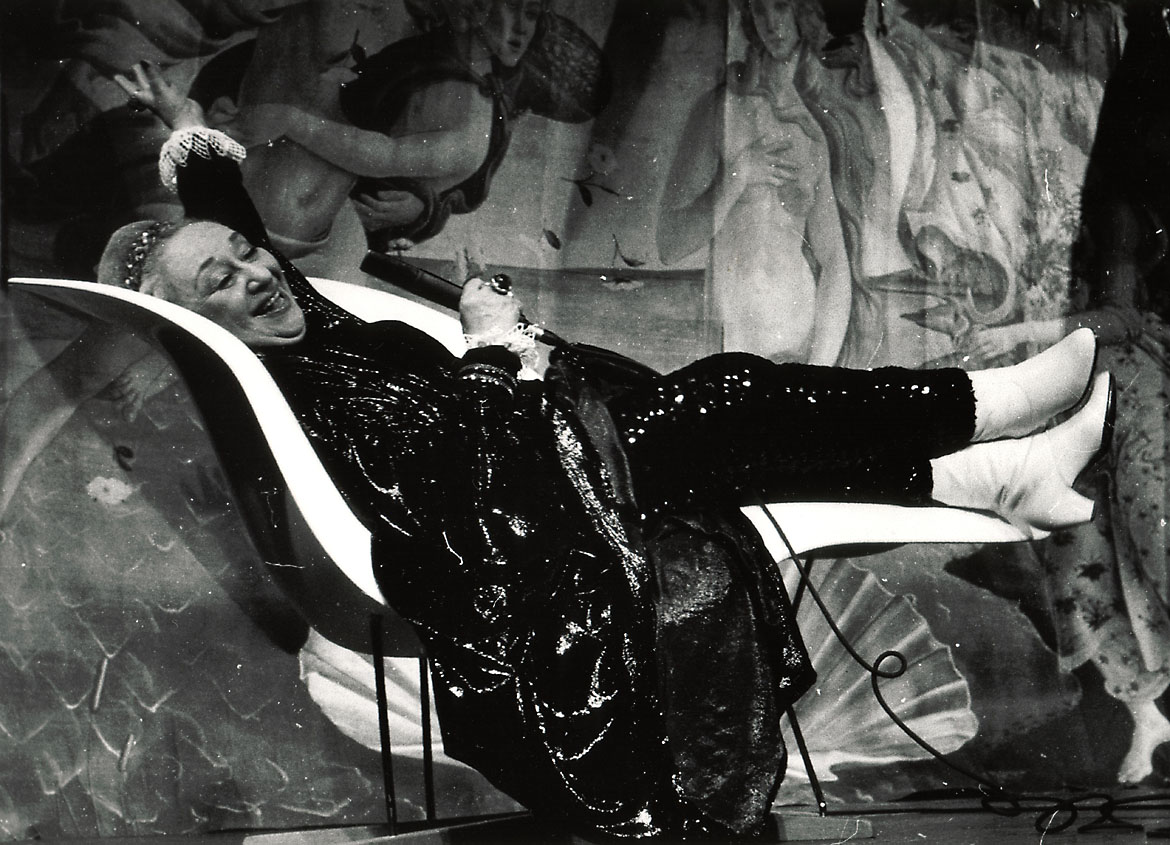
Lotti Huber († 1998)

- 1998: Lotti Huber, deutsche Schauspielerin
- 1998: Stanisław Wisłocki, polnischer Komponist, Dirigent und Musikpädagoge
- 1999: Adolf Stähli, Schweizer Jodler und Komponist
- 2000: Tito Puente, US-amerikanischer Jazz-, Salsa- und Mambo-Musiker

### 21. Jahrhundert
- 2001: Wilhelmine Corinth, deutsch-amerikanische Schauspielerin und Autorin
- 2001: Gerhard Ott, deutscher Chirurg und Professor
- 2003: Francesco Colasuonno, italienischer Geistlicher und vatikanischer Diplomat
- 2005: Wuelfo Gutiérrez, kubanischer Sänger
- 2005: Herbert Junck, deutscher Schlagzeuger
- 2005: Irma Walther-Dumbsky, deutsche Turnerin

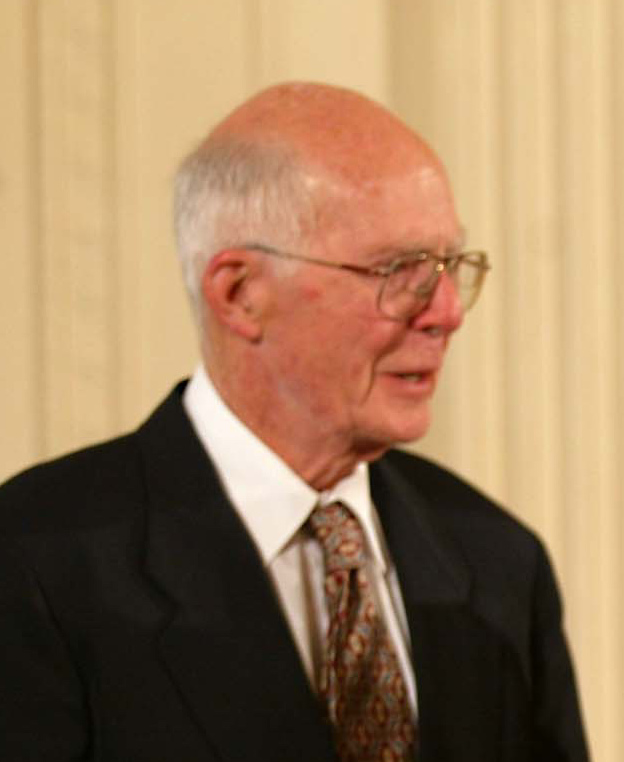
Raymond Davis jr. († 2006)

- 2006: Raymond Davis junior, US-amerikanischer Chemiker, Nobelpreisträger
- 2007: Gerhard Ambros, deutscher Parteifunktionär und Politiker
- 2007: Helmut Arntz, deutscher Indogermanist und Runologe
- 2007: Fritz Swoboda, österreichischer Waffen-SS-Angehöriger, Kriegsverbrecher
- 2008: Detlev Albers, deutscher Politologe und Politiker
- 2009: Millvina Dean, letzte Überlebende des Titanic-Untergangs
- 2009: Wolfgang Giloi, deutscher Informatiker und Hochschullehrer

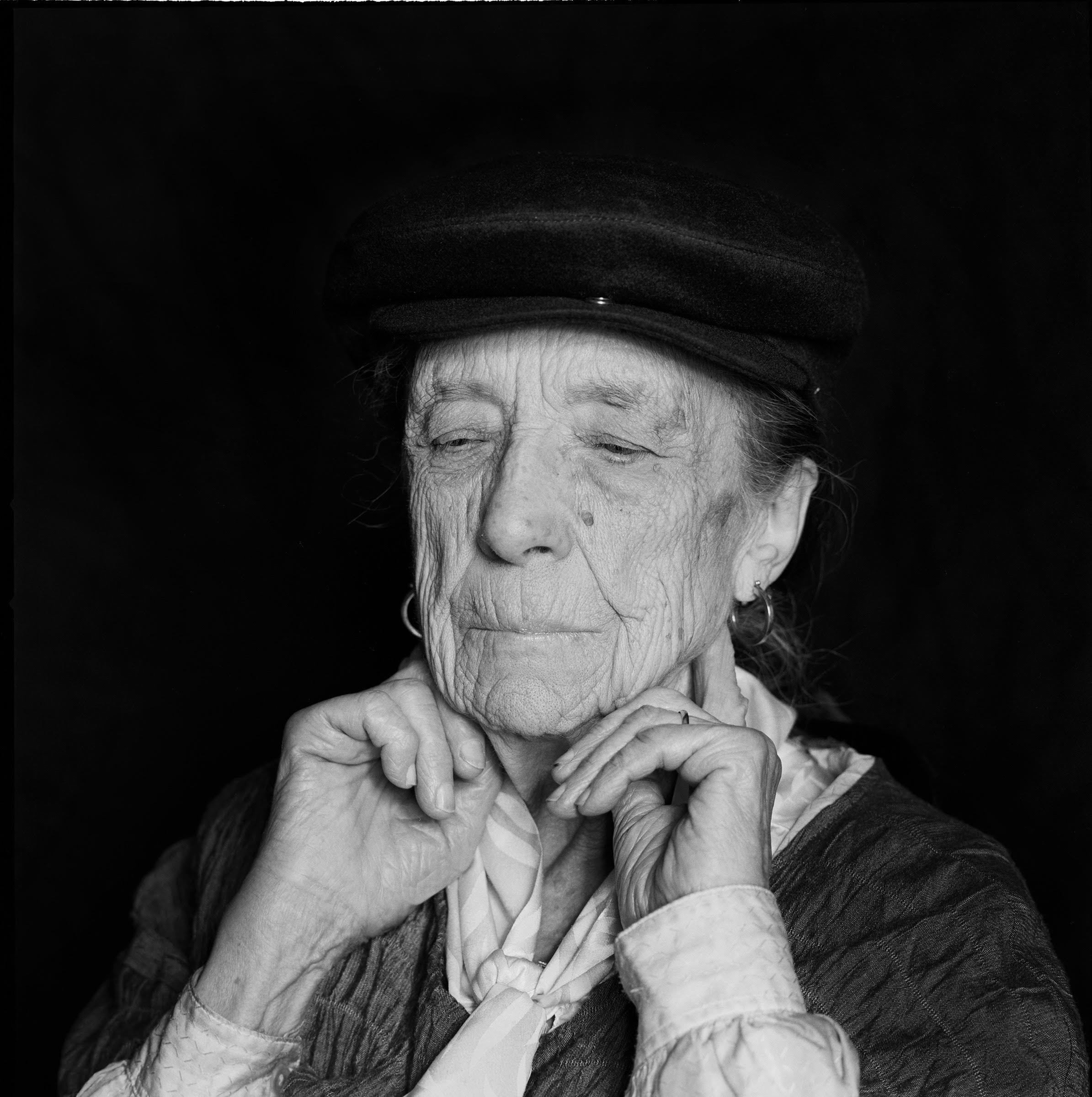
Louise Bourgeois († 2010)

- 2010: Louise Bourgeois, französische Bildhauerin
- 2010: Benjamin Lees, US-amerikanischer Komponist
- 2011: Hans Keilson, deutsch-niederländischer Arzt, Psychoanalytiker und Schriftsteller
- 2011: Andy Robustelli, US-amerikanischer American-Football-Spieler
- 2012: Roger Fournier, kanadischer Schriftsteller und Filmregisseur
- 2012: Paul Pietsch, deutscher Automobilrennfahrer und Verleger
- 2013: Horacio Armani, argentinischer Journalist und Lyriker
- 2013: Petar Hristov Ilievski, mazedonischer Sprachwissenschaftler, Altphilologe, Mykenologe und Historiker
- 2014: Martha Hyer, US-amerikanische Filmschauspielerin
- 2014: Mary Soames, britische Schriftstellerin
- 2015ː Françoise-Hélène Jourda, französische Architektin und  Pionierin für nachhaltiges Bauen
- 2015: Eberhard Dünninger, deutscher Bibliothekar und Lokalpolitiker
- 2015: Karl Wlaschek, österreichischer Unternehmer

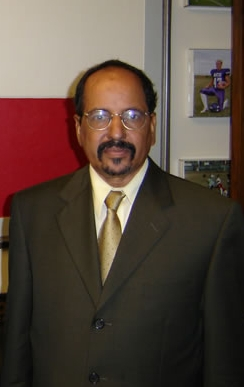
Mohamed Abdelaziz († 2016)

- 2016: Mohamed Abdelaziz, marokkanisch-saharauischer Politiker, erster Präsident der Demokratischen Arabischen Republik Sahara
- 2016: Corry Brokken, niederländische Sängerin
- 2016: Rupert Neudeck, deutscher Journalist und Menschenrechtsaktivist
- 2017: Ljubomyr Husar, ukrainischer Kardinal
- 2017: Hilde Sochor, österreichische Schauspielerin
- 2018: Fritz Eller, österreichisch-deutscher Architekt
- 2018: Demba Nabé, deutscher Sänger, Frontmann der Band Seeed
- 2018: Aníbal Quijano, peruanischer Soziologe
- 2019: Roky Erickson, US-amerikanischer Sänger und Gitarrist
- 2019: Margaret Eva Rayner, britische Mathematikerin
- 2020: Christo, US-amerikanischer Künstler
- 2021: Stephen Raskovy, australischer Ringer
- 2022: Egbert Hirschfelder, deutscher Ruderer
- 2022: Götz von Tschirnhaus, deutscher Automobilrennfahrer
- 2023: Agnes Abuom, kenianische Theologin und Spezialistin für Entwicklungshilfe
- 2023: Ama Ata Aidoo, ghanaische Schriftstellerin und Politikerin
- 2023: Patricia Dainton, britische Schauspielerin

## Feier- und Gedenktage
- Kirchliche Gedenktage
  - Joachim Neander, deutscher Liederdichter (evangelisch)
  - Johann Friedrich Flattich, deutscher Pfarrer (evangelisch)
- Namenstage
  - Mechthild
- Gedenktage internationaler Organisationen
  - Weltnichtrauchertag (UNO)

Weitere Einträge enthält die Liste von Gedenk- und Aktionstagen.